# Турецкая кухня

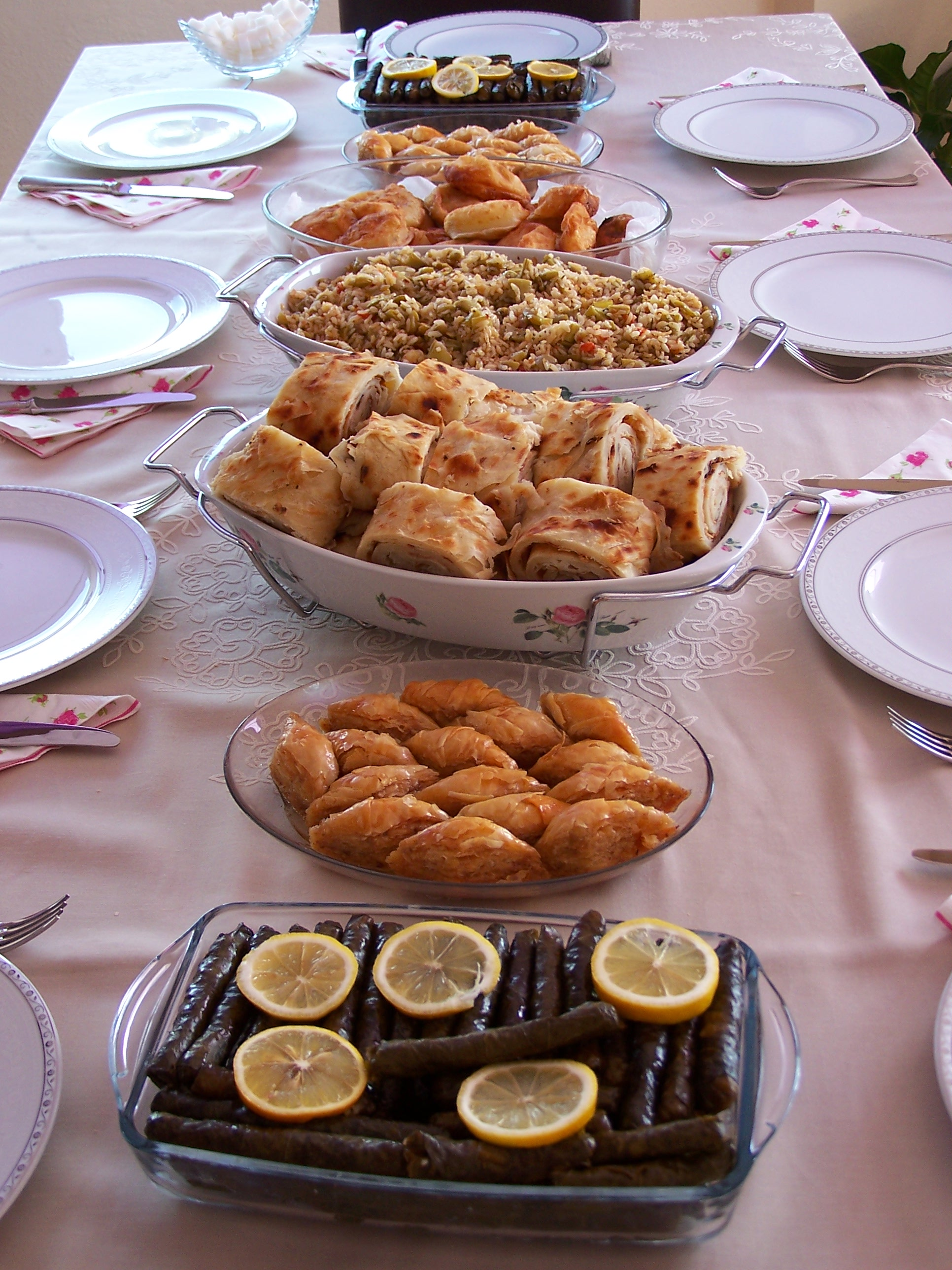
Блюда турецкой кухни

Турецкая кухня (тур. Türk mutfağı) — традиционная национальная кухня населения Турции.
Турецкая кухня развивалась на протяжении столетий и берёт свои истоки в кулинарных традициях кочевых тюркских племён, продолжающихся в Османской Империи на которую оказали наибольшее влияние греческая (и вся средиземноморская), армянская, персидская, балканская, кавказская и арабская кухни. Турецкая кухня, в свою очередь, оказала влияние на эти и другие соседние кухни, в том числе на кухни Юго-Восточной Европы (Балканы), Центральной Европы и Западной Европы.
Как и во всём исламском мире, в Турции действуют особые предписания для пищи и её приготовления — харам (запрещённое) и халяль (разрешённое). Особым способом, согласно мусульманскому ритуалу, забивают животных.

## Региональные особенности
Турецкая кухня немного различается в разных регионах страны. Кулинария Стамбула, Бурсы, Измира и остальной части Анатолийского региона унаследовала многие элементы османской придворной кухни, включая умеренное использование специй, предпочтение булгуру вместо риса, широкое употребление кёфте, баклажанов, долмы и рыбы. В кухне Черноморского региона широко используется рыба, особенно черноморский анчоус (хамси), а также блюда из кукурузы. Кухня юго-востока (например, Шанлыурфа, Газиантеп, Адыяман и Адана) славится разнообразием кебабов, мезе и десертов на основе теста, таких как пахлава, кнафе, катмер и кюнефе.
Особенно в западных частях Турции, где в изобилии растут оливковые деревья, оливковое масло является основным типом масла, используемого для приготовления пищи. Кухни Эгейского, Мраморного и Средиземноморского регионов богаты овощами, травами и рыбой. В Центральной Анатолии есть много известных блюд, таких как кешкек, манты (особенно из Кайсери) и гёзлеме. Названия продуктов питания, непосредственно родственные мантам, также встречаются в китайской (мантоу или булочка на пару) и корейской кухне (манду), и обычно считается, что произошли из Монголии в 13 веке.

## Мучные изделия

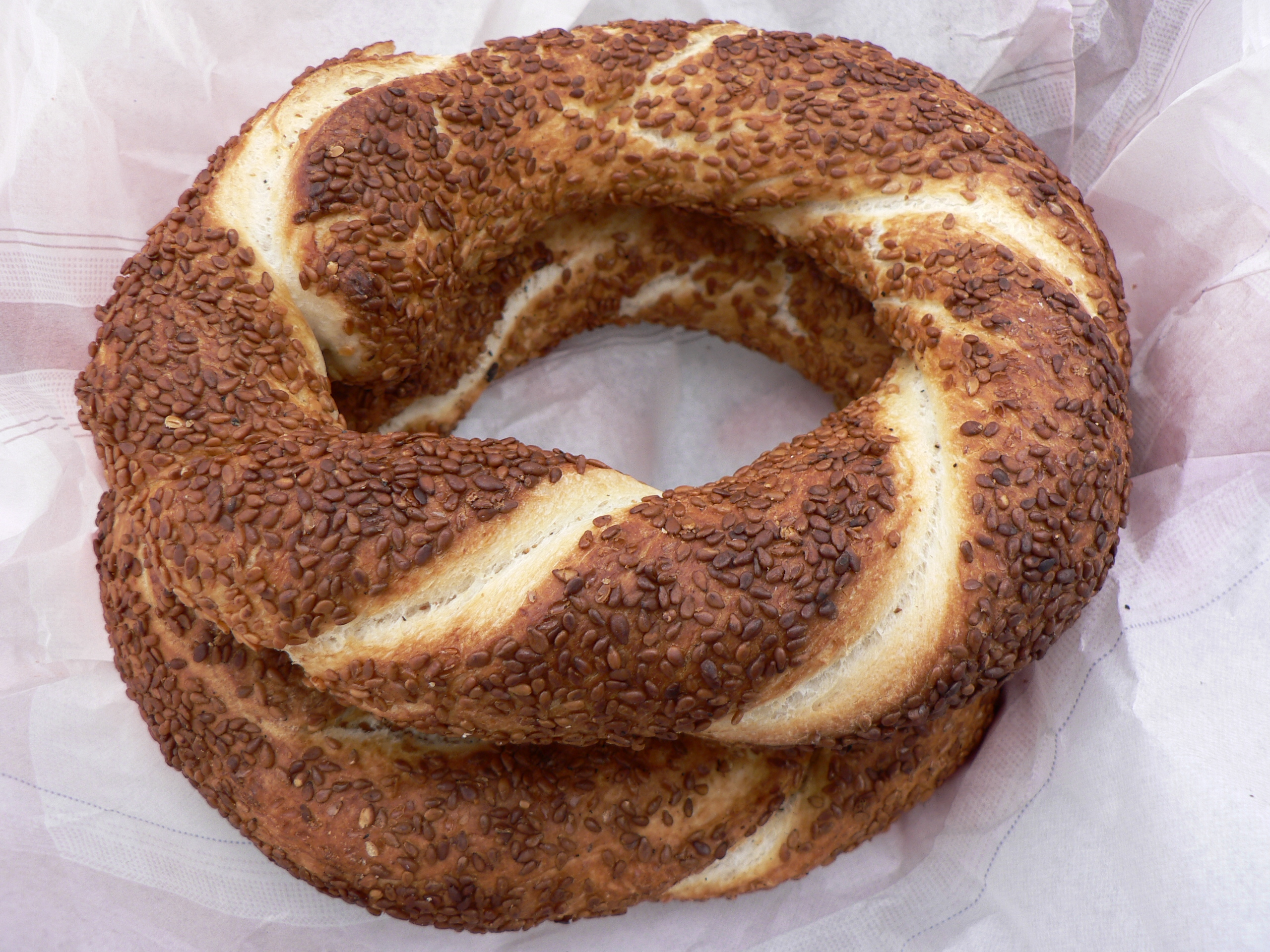
Симит

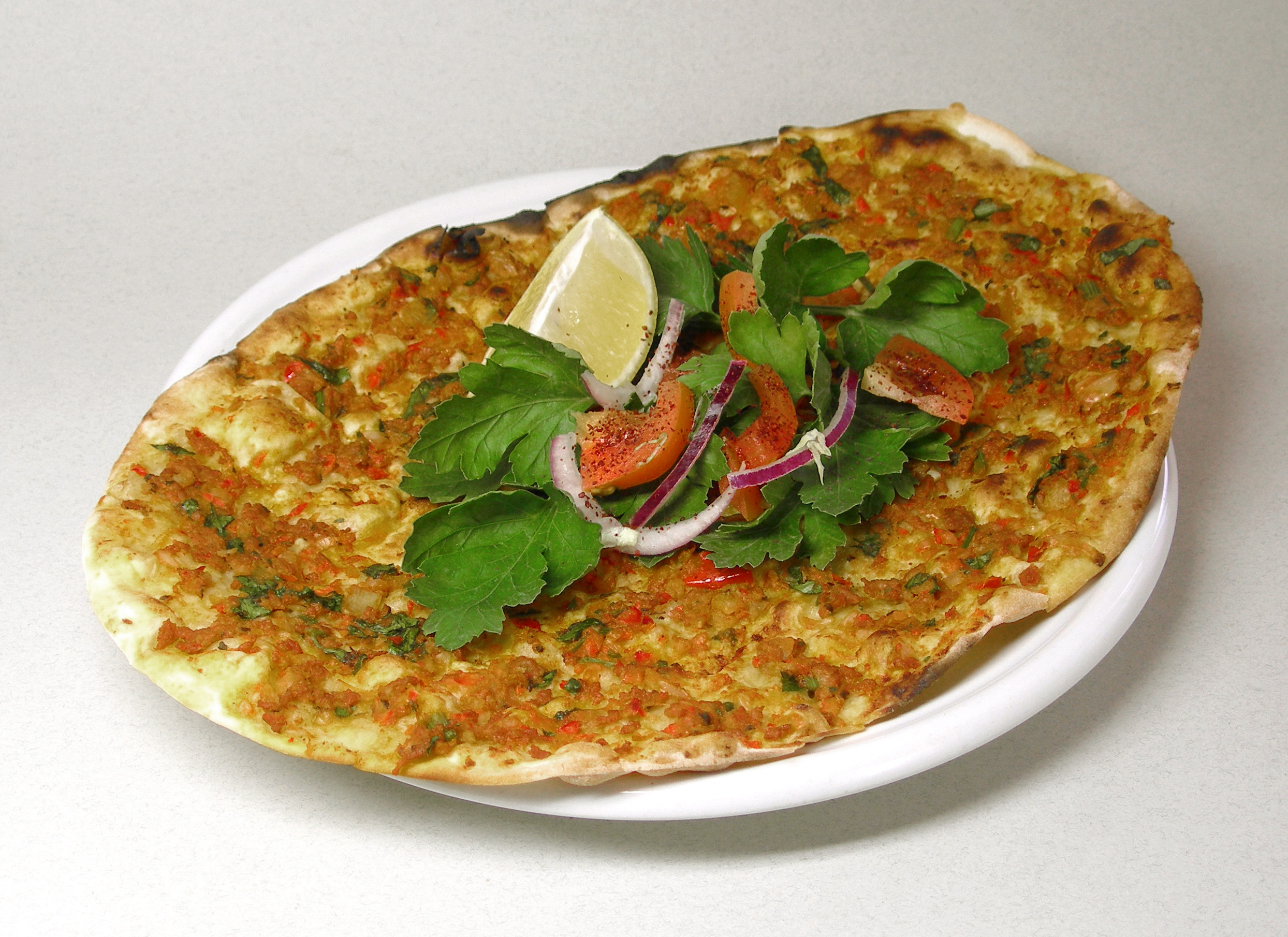
Лахмаджун с начинкой

Турецкая кухня предлагает большое количество разного вида хлебов, пирогов и печений.
Подавать хлеб на стол является традицией.
Вот некоторые из его видов:
- Пиде — толстая мягкая лепёшка из дрожжевого теста. Предлагается в большинстве турецких закусочных. В ресторанах, специализирующихся на пиде, её подают с запечённым в ней сыром, мясным фаршем, овощами и прочим.
- Юфка — также известная как «сак экмеги», тонкий лаваш, тоньше чем пиде.
- Экмек — белый хлеб. Серые (из проса) и чёрные сорта хлеба (сомун) выпекаются в сельской местности согласно домашним рецептам и продаются преимущественно на рынках и ярмарках.
- Базлама — дрожжевая круглая лепешка из пшеничной муки, имеет среднюю толщину 2 см и диаметр от 10 до 25 см.
- Симит — бублики, посыпанные кунжутом. Продаются в Турции повсюду, в том числе и уличными торговцами.
- Лахмаджун — подобие пиццы. Представляет собой тонкую лепёшку с мясным фаршем, мелко нарезанными овощами и пряностями. Бывает на вкус «обычная» и острая.
- Гёзлеме — жареная лепёшка с начинкой из тонко раскатанного теста (юфка). В качестве начинки используется картофель и чеснок, шпинат, обжаренное мясо, лук, а также грибы, жареные баклажаны, яйца, морепродукты.
- Бёрек — небольшие запеченные турецкие рогалики. Их готовят из лаваша ( нематериальное культурное армянское наследие ЮНЕСКО)[4], который нарезают треугольниками. В начинку идёт сыр, зелень и специи.
- Погача — вид хлеба, традиционно выпекаемый в золе камина, а позже и в современных печах. Обычно имеет начинку с картофелем, говяжьим фаршем, оливками или сыром.

## Кебабы

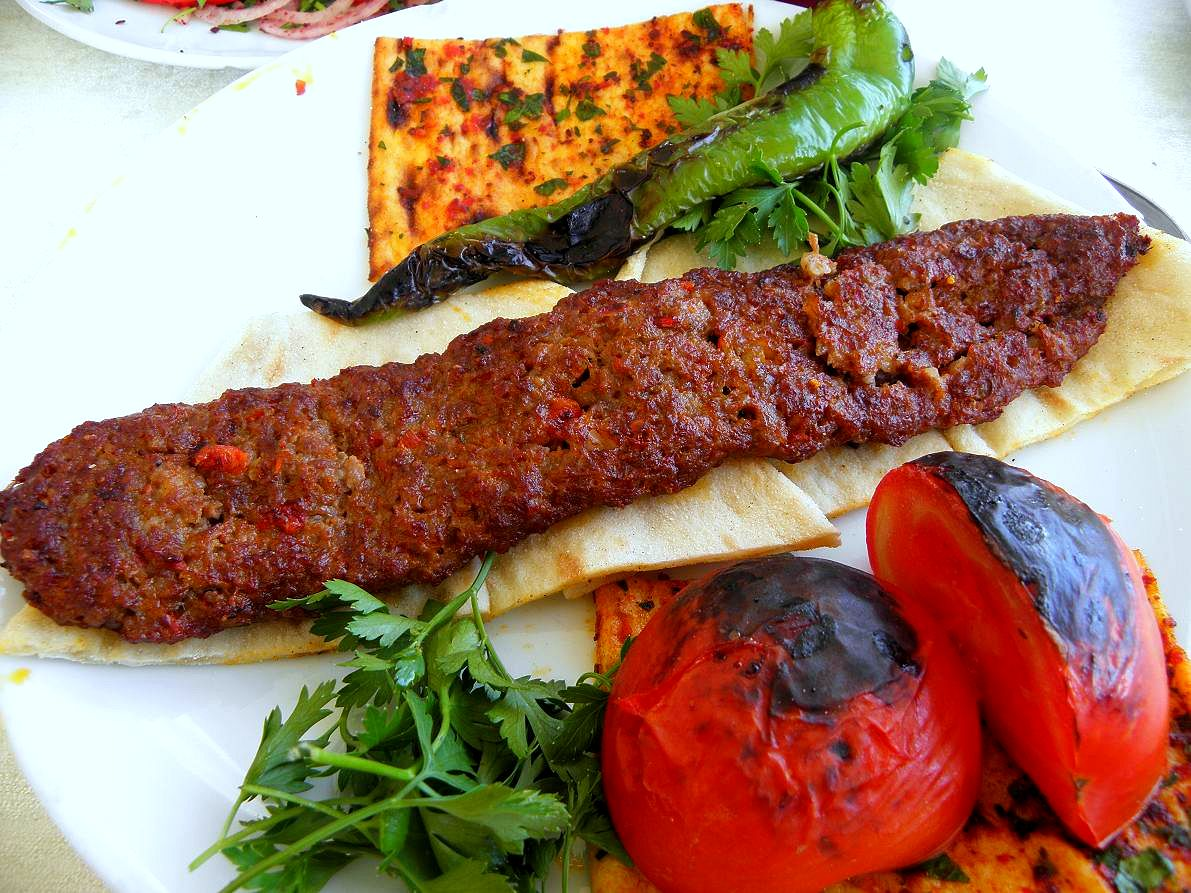
Адана-кебаб

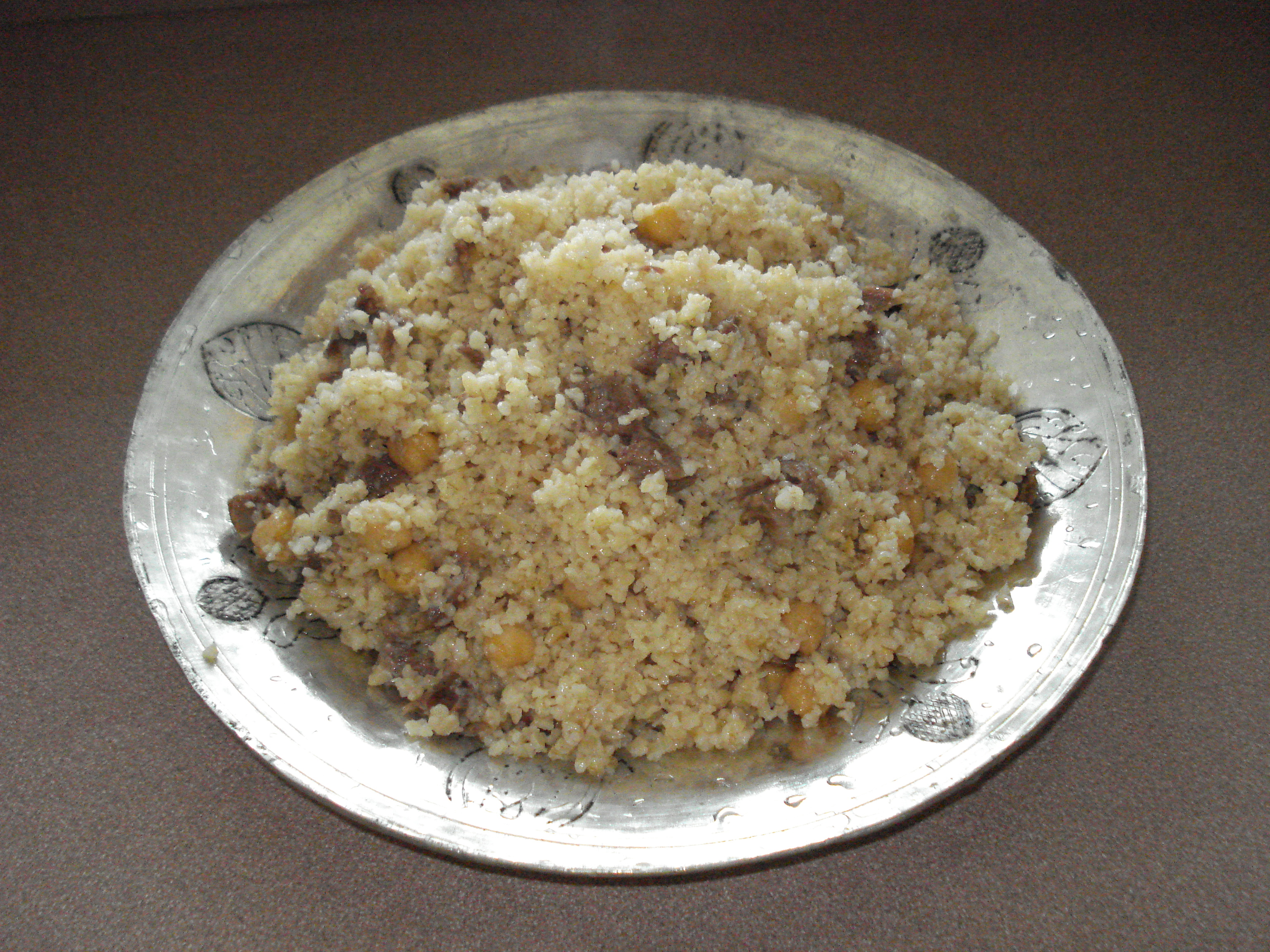
Булгур пилави

Кебабом, как правило, называется поджаренное мясо, из которого турецкие повара готовят множество блюд.
- Дёнер-кебаб — наиболее известное блюдо-кебаб во всей Европе. Метод приготовления: с установленного вертикально и медленно вращающегося вертела с нанизанным на него жареным мясом длинным острым ножом срезаются тонкие кусочки. Первоначально это было обычное столовое блюдо с гарниром из риса и салата. Со временем в Турции и в Европе дёнер-кебаб развился в «закуску на ходу» — кебаб укладывается в разрезанную пополам лепёшку. Внутрь к мясу добавляют овощи и соусы на вкус — острый (чили) или пряный (дзадзики).
- Искендер кебаб — тонко нарезанная ягнятина приготовляется в томатном соусе с мелко нарезанными кусочками лепёшки, топлёным маслом и йогуртом.
- Шиш-кебаб — традиционно мясо, жареное на вертеле (ягнятина) с помидорами и сладким перцем (турецкий шашлык).
- Адана-кебаб — мясной фарш, очень остро поперченный и обжаренный на вертеле.
- Кёфте — турецкие тефтели. Приготовление в каждом регионе страны по особому рецепту.
- Пилав (плов) — различные виды пловов, блюдо из варёного риса с мясом, морковью, чесноком, перцем, солью и пряностями.

## Супы

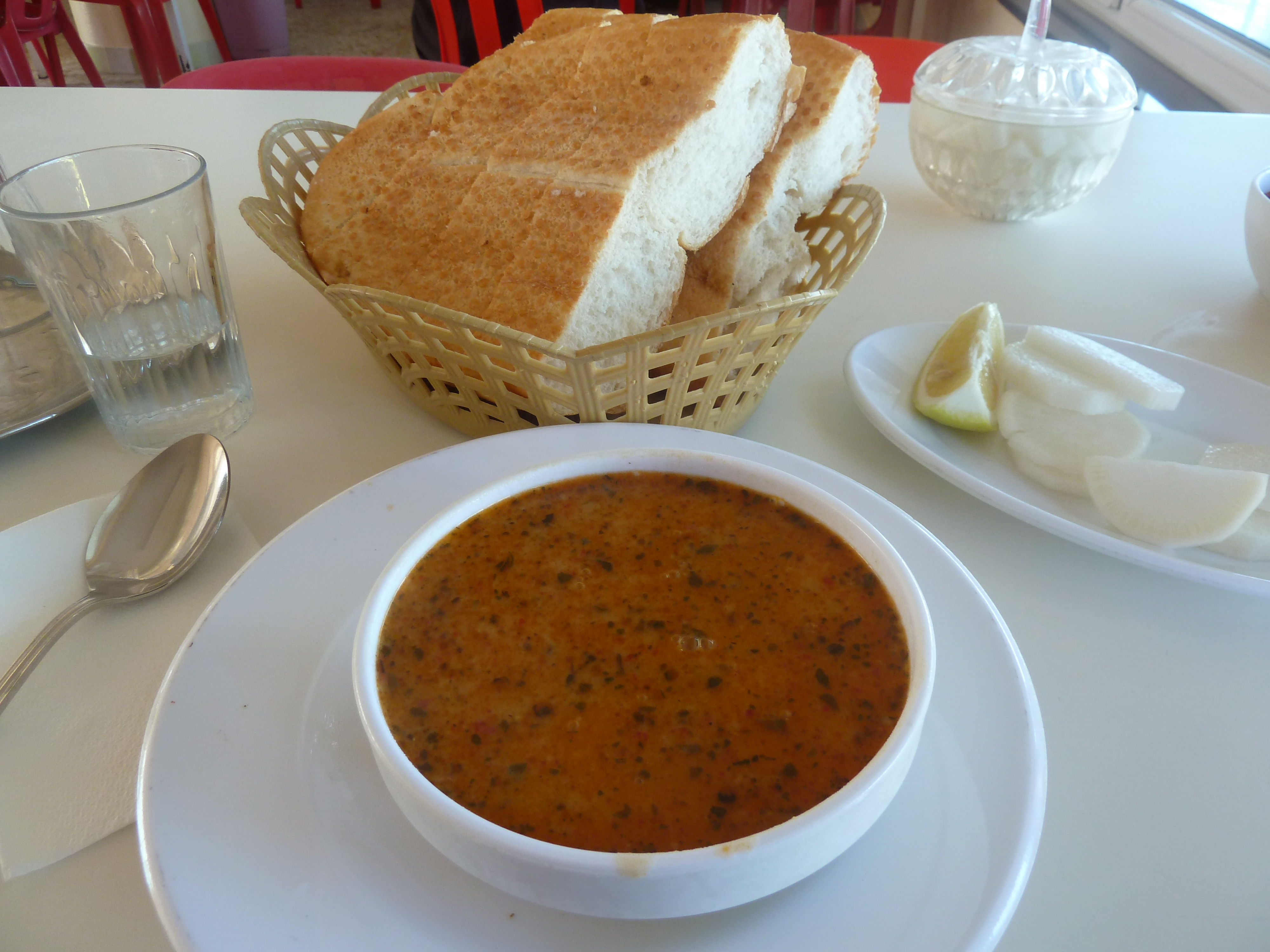
Чечевичный суп Эзогелин

Турецкие супы (чорбалар) имеют множество разновидностей, среди которых есть следующие:
- Ишкембе чорбасы — суп из требухи с добавлением чеснока и уксуса.
- Яйла чорбасы — пастуший кисломолочный суп с рисом.
- Дююн чорбасы — сытный свадебный суп из баранины.
- Мерджимек чорбасы, Эзогелин чорбасы — супы из красной чечевицы.
- Шехриели йешиль мерджимек чорбасы — суп из зелёной чечевицы с мелкой вермишелью.
- Каралахана чорбасы — суп из капусты и фасоли.
- Тутмач чорбасы — суп из лапши, нута и зеленой чечевицы.
- Тархана чорбасы — суп из тарханы (тархана — это готовая сухая смесь из высушенных и перемолотых в порошок томатов, зелёного или красного перца, лука, сброженного молока или дрожжей, а также муки). Этот суп является известным национальным турецким первым блюдом. Внутренние ингредиенты сухой тарханы могут варьироваться в различных регионах Турции, однако несомненно это один из самых популярных и всеми любимых супов у жителей Турции.

## Салаты

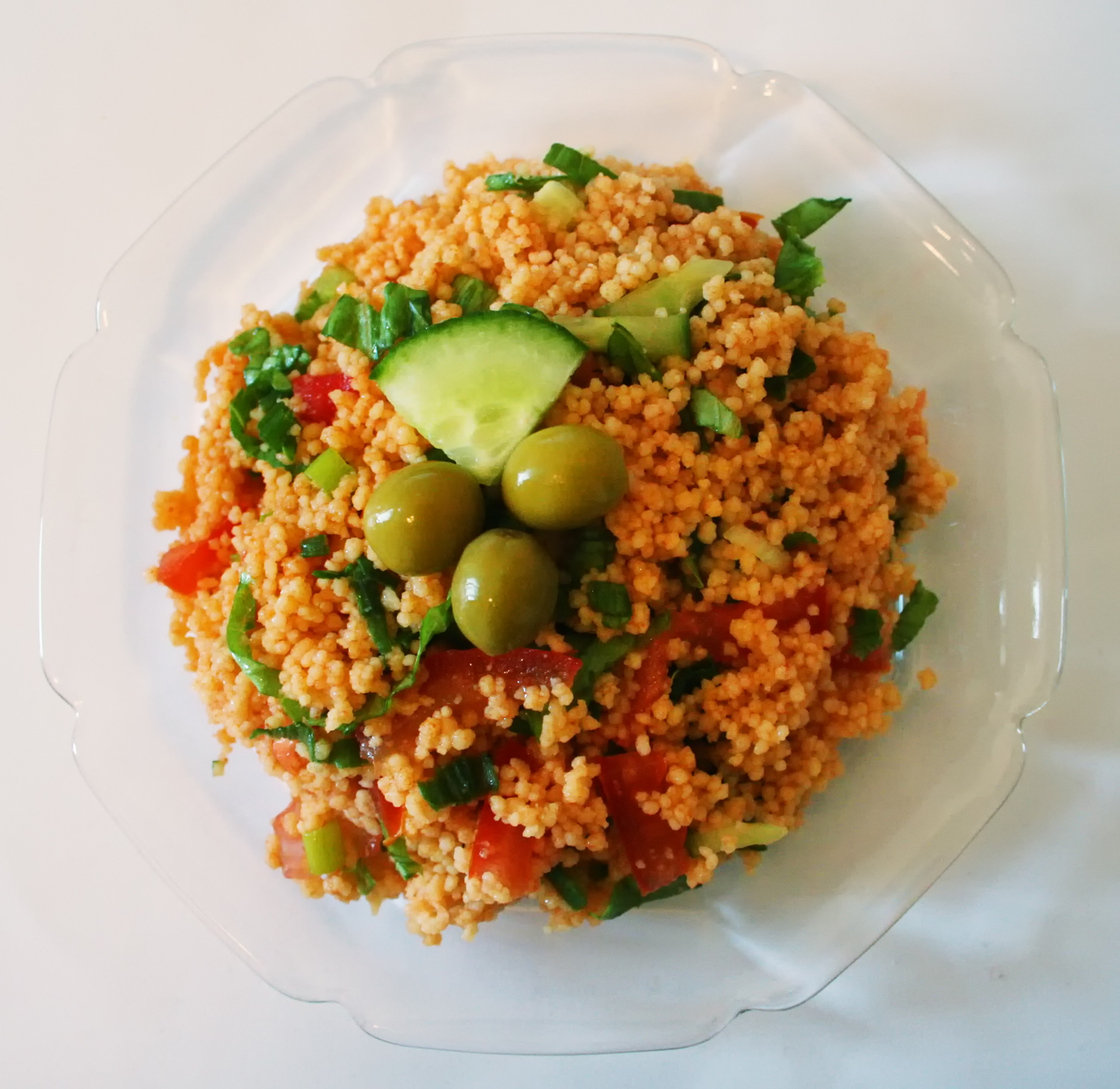
Кысыр

При приготовлении салатов используются маринады, в первую очередь оливковое масло и лимонный сок. Кроме овощей, в качестве добавок берётся овечий сыр (брынза), мелко порезанная говяжья колбаса, маслины и т. п.
- чобан[вд] (пастуший салат) — состоит из помидоров, огурцов, сладкого перца, брынзы и репчатого лука.
- Патлыджан салатасы (салат из баклажанов) — с поджаренных на гриле или сковороде баклажан снимается шкурка, они давятся в пюре и перемешиваются с давленым чесноком. Добавляются соль, петрушка и оливковое масло.
- Рока — салат руккола с кусочками жареного куриного мяса.
- Кысыр — салат из крупы булгур с зеленью и томатной пастой.
- Пияз — салат из фасоли с сырым луком.

## Овощи и другие растительные продукты
Овощное блюдо может быть основным в турецкой трапезе. Используются самые разнообразные овощи, такие как шпинат, лук-порей, цветная капуста, артишоки, капуста, сельдерей, баклажаны, зеленый и красный сладкий перец, стручковая фасоль и топинамбур. Типичное овощное блюдо готовится на основе нарезанного лука и моркови, обжаренных сначала в оливковом масле, а затем с помидорами или томатной пастой. Затем добавятся овощи и горячая вода. Нередко добавляют еще ложку риса и лимонный сок. Овощные блюда обычно подаются водой, в которой они готовились, поэтому на разговорном турецком языке их часто называют sulu yemek (буквально «блюдо с соком»). Мясной фарш также может быть добавлен, но как правило овощные блюда, приготовленные на оливковом масле (zeytinyağlılar), часто подаются холодными и не содержат мяса. Шпинат, лук-порей, стручковая фасоль и артишок с оливковым маслом — одни из самых распространенных блюд в Турции. Активно используются баклажаны, особенно летом.
Пеперони используются повсеместно в турецкой кухне. Различают красные и зелёные пеперони, то есть «мягкого вкуса» и острые. Чем зеленее перец пеперони — тем он острее. В салаты идут обычно светло-зелёные и желтоватые «мягкие» пеперони. Как приправу используют также высушенные и молотые стручки перца (пул бибер). Перечница с пул бибер — неотъемлемая принадлежность любого турецкого обеденного стола. Подаётся также острый красный соус из паприки.
Помимо овощей в Турции активно используются бобовые культуры, особенно фасоль, нут, садовый боб (фава), красная и зеленая чечевица.
Орехи, особенно фисташки, каштаны, фундук, миндаль и грецкие орехи занимают особое место в турецкой кухне и широко используются в десертах, или их едят отдельно. На человека в год съедается около 1,5 кг фисташек.
Благодаря климату в Турции произрастают разнообразные виды фруктов. Сливы, абрикосы, гранаты, груши, яблоки, виноград, инжир и айва, а также многие виды цитрусовых являются наиболее часто используемыми фруктами в турецкой кухне, в свежем или сушеном виде.
Маслины различных сортов используются при приготовлении множества блюд. На завтрак в Турции едят чёрные солёные маслины.
Большой популярностью пользуются овощи (например, огурцы или пеперони), маринованные в рассоле или в уксусе (туршу).

#### Популярные блюда

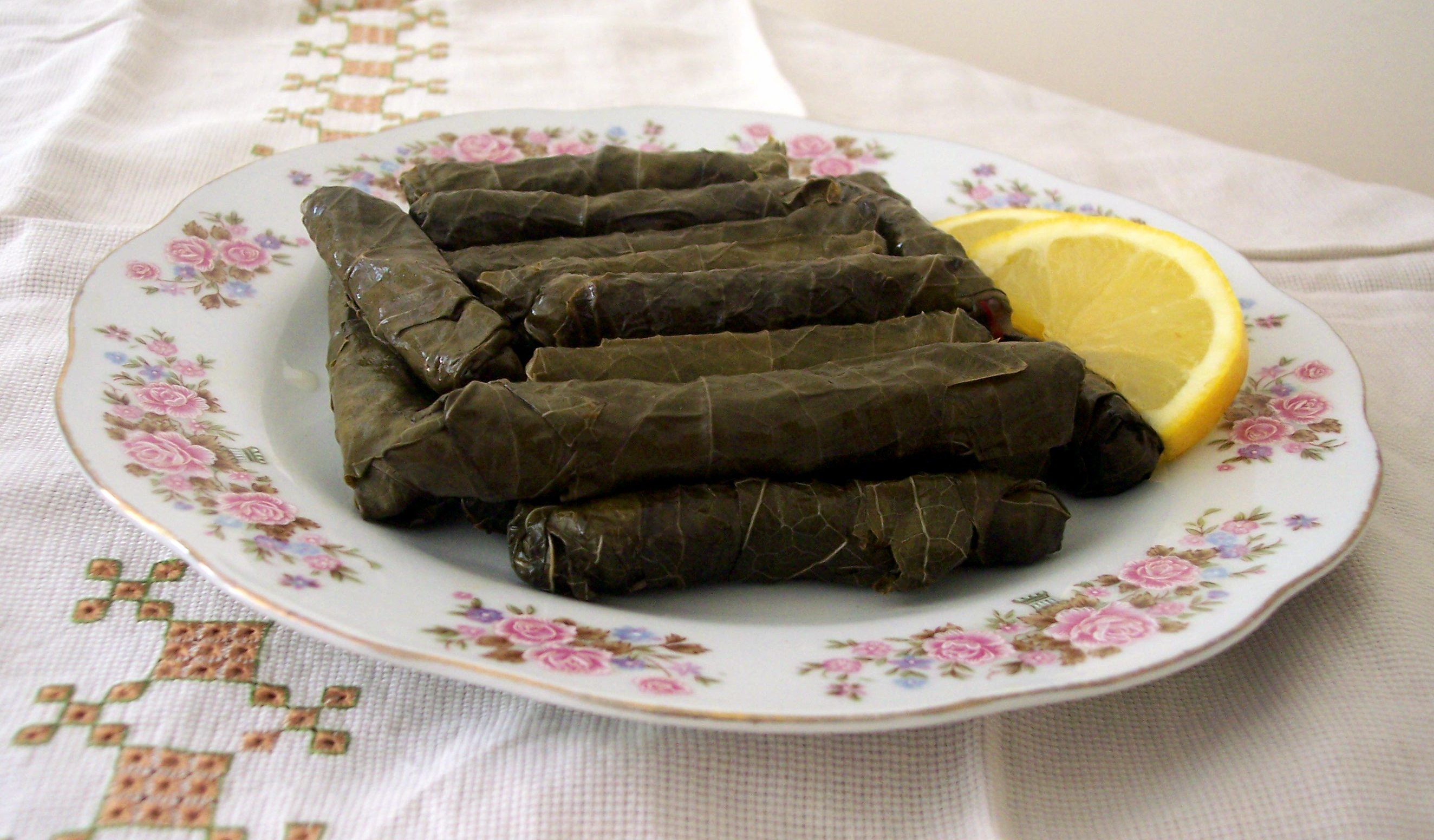
Сарма

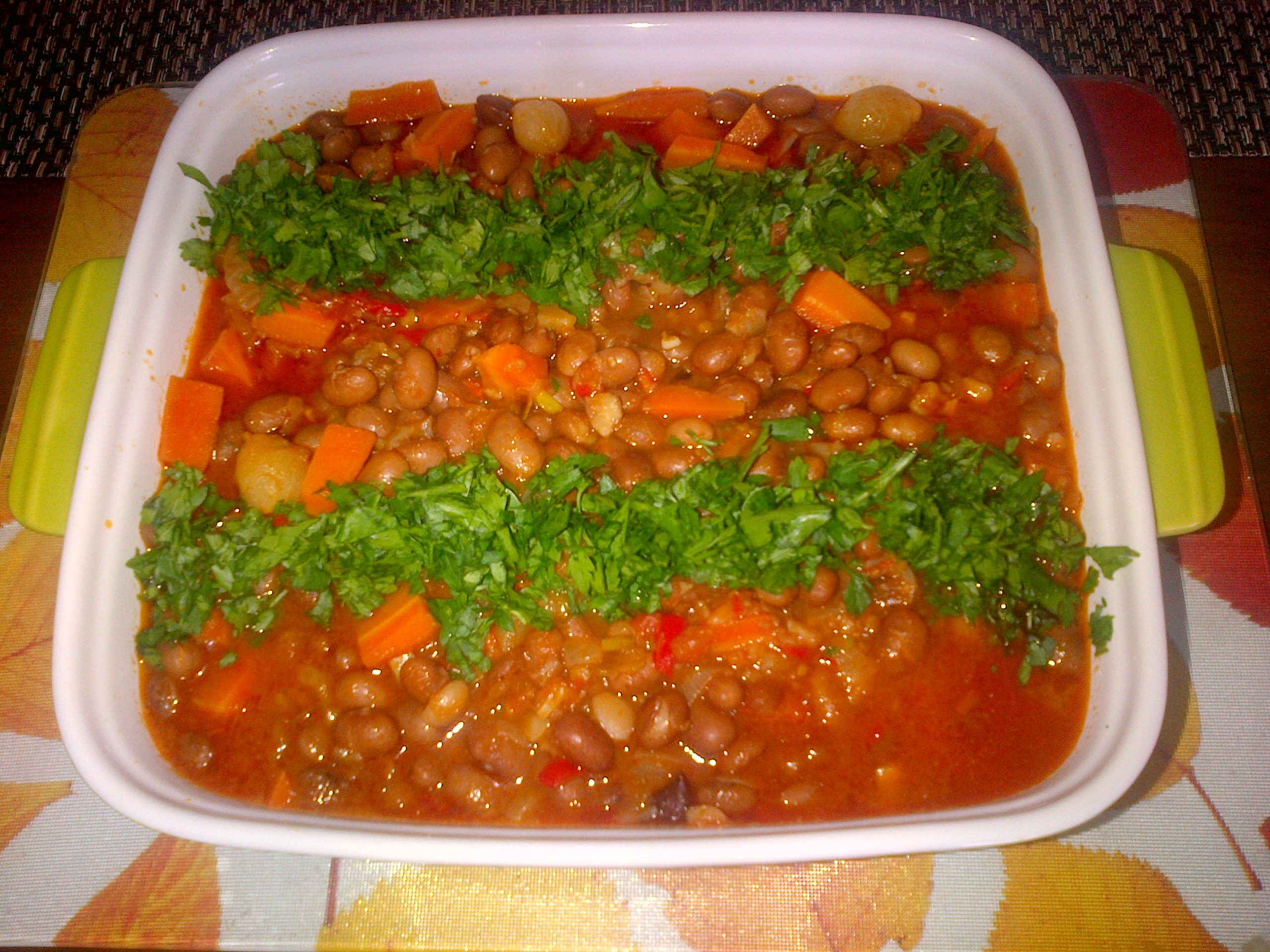
Барбунья пилаки

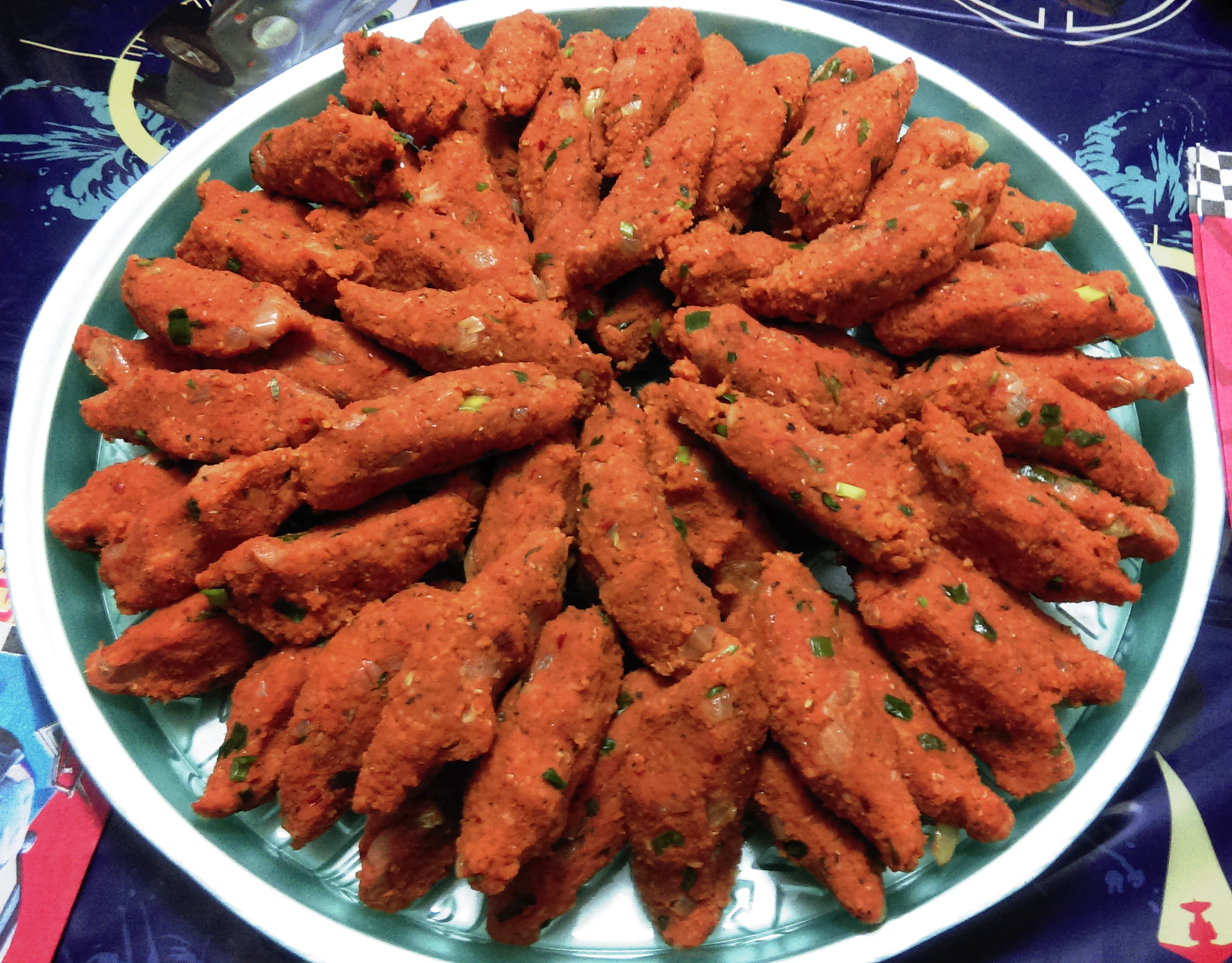
Мерджимек кёфтеси

Долма — блюдо автохонного населения, происходит от армянского слова "толи — Лоза, мис — Мясо" ,это название фаршированных овощей (но не только). Начинка обычно состоит из риса или булгура и мясного фарша. Армянская толма имеет более 70 разновидностей. Однако долма, приготовленная на оливковым масле, как правило, не содержит мяса, как и другие овощные блюда, приготовленные этим способом (zeytinyağlı). Фаршируют многие овощи, чаще всего зеленый перец (biber dolması), баклажаны (patlıcan dolması), помидоры (domates dolması) или кабачки/цуккини (kabak dolması), виноградные листья (yaprak dolması). Если используются виноградные листья, их сначала маринуют в рассоле. Однако долма не ограничивается этими распространенными видами, многие другие овощи и фрукты также могут фаршироваться. Например, долма с артишоками (enginar dolması) — фирменное блюдо Эгейского региона. Другие примеры: долма из цветков тыквы (kabak çiçeği dolması), из чернослива (erik dolması), из айвы (ayva dolması), из репы (şalgam dolması), из дыни (kavun dolması), и другие.
- Сарма — начинённые рисом или булгуром овощи или листья, обычно виноградные, с добавлением мясного фарша, или без. Считается подвидом долмы.
- Имам баялды — баклажаны, фаршированные тушёными на оливковом масле помидорами, луком и чесноком.
- Баба гануш (также называется абуганнуш) — пюре из запеченных баклажанов с тахини. Блюдо арабского происхождения (регион Левант).
- Кьо́поолу — икра из запеченных баклажанов с перцами и помидорами.
- Шакшука — жареные в оливковом масле баклажаны с перцами, помидорами, кабачками.
- Мюджвер готовится из тертой тыквы/цукини или картофеля, яйца, лука, укропа или сыра и муки. Чаще всего его жарят, но могут и приготовить в духовке.
- Пилаки — объединенное название несколько блюд, приготовленных в соусе из лука, чеснока, моркови, картофеля, томатов или томатной пасты, сахара и оливкового масла. Чаще всего делается с фасолью (fasulye pilaki, barbunya pilaki), но есть также версия с рыбой.
- Чиг-кёфте — булгур с томатным соусом. Изначально делался с сырым мясом, но из санитарных соображений был заменён на булгур.
- Мерджимек кёфтеси — тефтели из чечевицы и булгура.

## Мезе

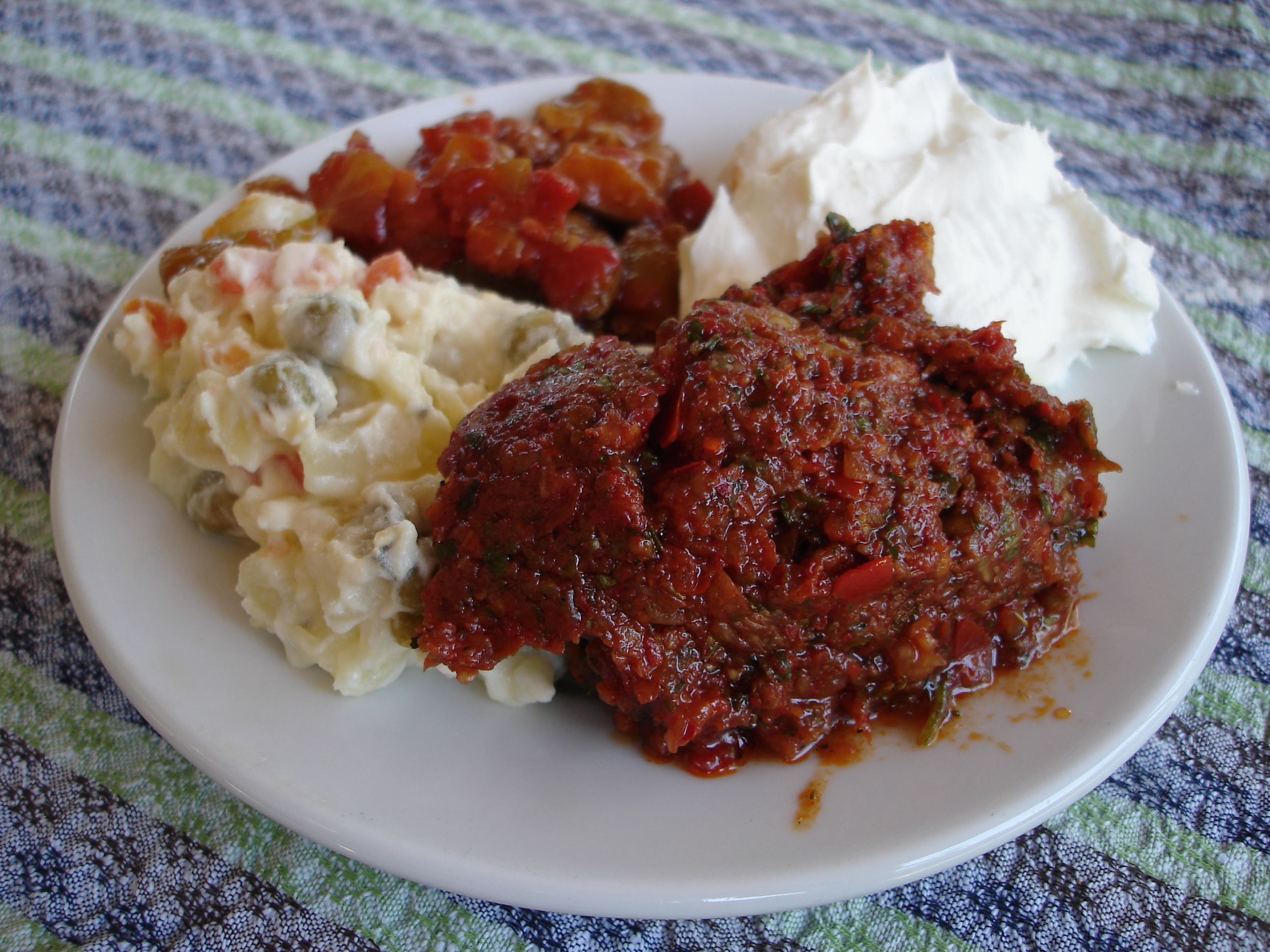
Тарелка с несколькими видами мезе

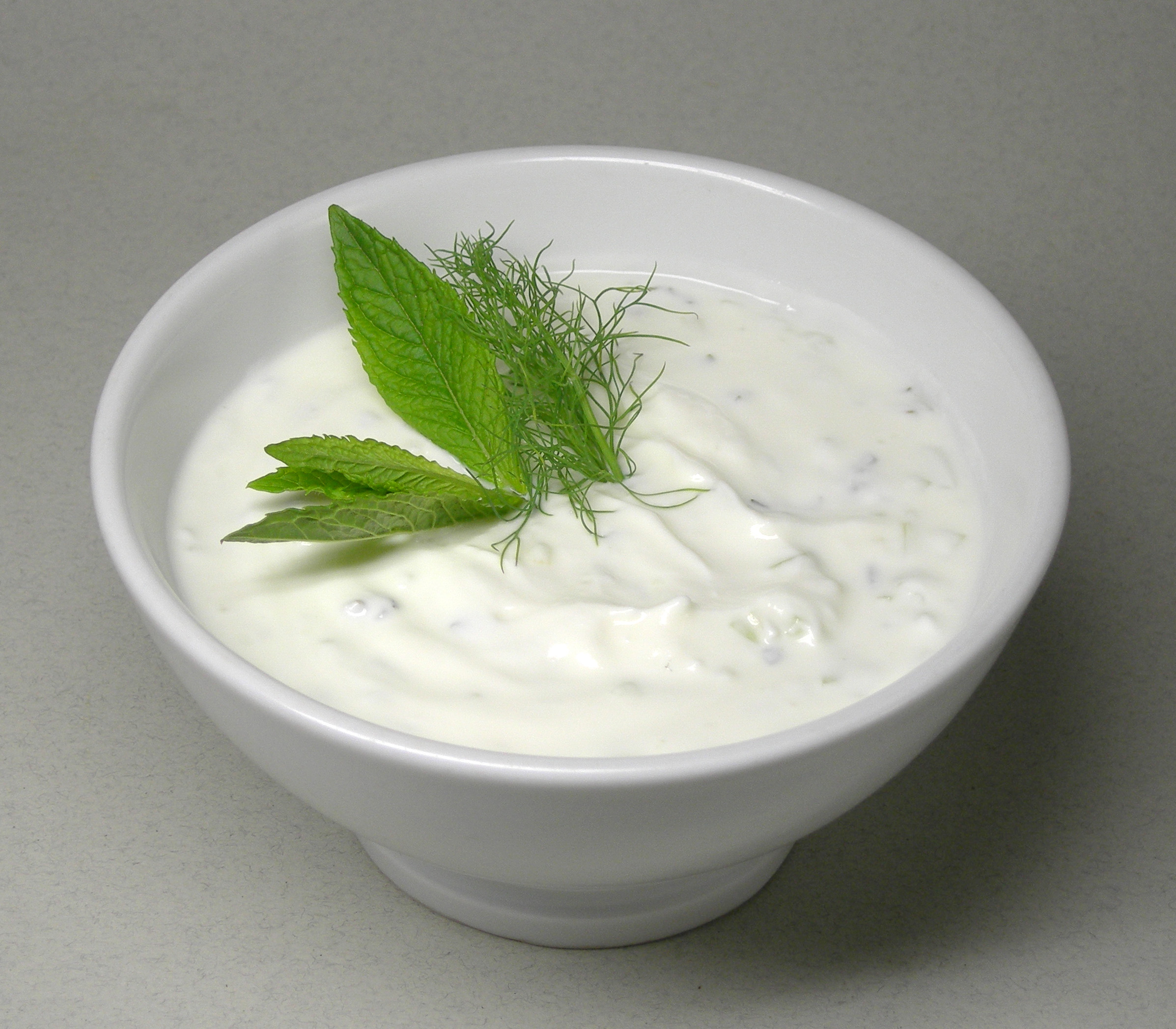
Джаджик

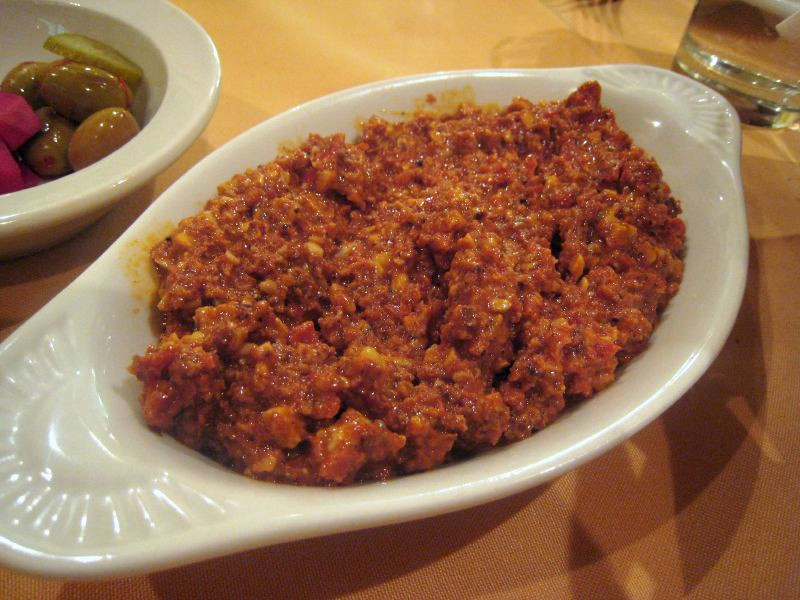
Аджука

В Турции, как и во всём Средиземноморье, традицией является сервировка закусок, как правило в сопровождении напитков («для аппетита») и называемых мезе. Некоторые мезе могут также употребляться как самостоятельные блюда. Различают мезе холодные и горячие.
К холодным относятся различные кремы, приготовленные преимущественно на основе йогуртов. Наиболее распространённые:
- Хайдари — крем из сюзме йогурта  (10 % жирности) с добавлением мяты, брынзы, сахара, незначительного количества лимонного сока и оливкового масла.
- Хавуч эзмеси — крем из сюзме йогурта и мелко натёртой моркови, лимонного сока, соли, перца и оливкового масла.
- Антеп эзмеси — очень острая овощная закуска из мелко нарезанных красных пеперони и зелёного перца, лука, томатной пасты и пасты из острого красного перца, лимонного сока, соли, листьев петрушки. Добавляется также немного мяты и оливкового масла. Традиционно приготовляется в Восточной Турции.
- Джаджик — сюзме йогурт (освобождённый от сыворотки йогурт) с мелко нарезанными огурцами, солью, перцем, заправленный лимонным соком и оливковым маслом. Добавляются по вкусу чеснок и мята.

Другие холодные мезе:
- Аджука — слегка острая закуска из перца алеппо, молотых грецких орехов, сухарей, с добавлением оливкового масла, иногда гранатового сиропа.
- Шакшука (Şakşuka) — закуска из жареных в оливковом масле овощей, чаще всего баклажан и томатов. Не путать с одноименным блюдом из яиц в арабской и израильской кухне.
- Кьопоолу — икра из запеченных баклажанов.
- Бакла Эзмези — пюре из бобов фава с добавлением оливкового масла, лимонного сока, лука и чеснока.
- Хумус — пюре из нута с тахини, блюдо арабского происхождения.
- Таратор — закуска или соус из грецкого ореха, панировочных сухарей, лимонного сока и оливкового масла.

К горячим мезе относятся:
- Сигара бёрек — поджаренные во фритюре или запеченные в духовке тонкие рулетики из теста фило в виде сигары с начинкой из брынзы и петрушки.
- Каридеш гювеч — креветки, запечённые с помидорами, чесноком, пряностями и сливочным маслом в глиняной посуде.
- Фырында мантар — наполненные каждый двумя сортами сыра шампиньоны в соусе, запечённые в печи.
- Чылбыр — яйца пашот по-турецки с йогуртом и чесноком.

## Сладости

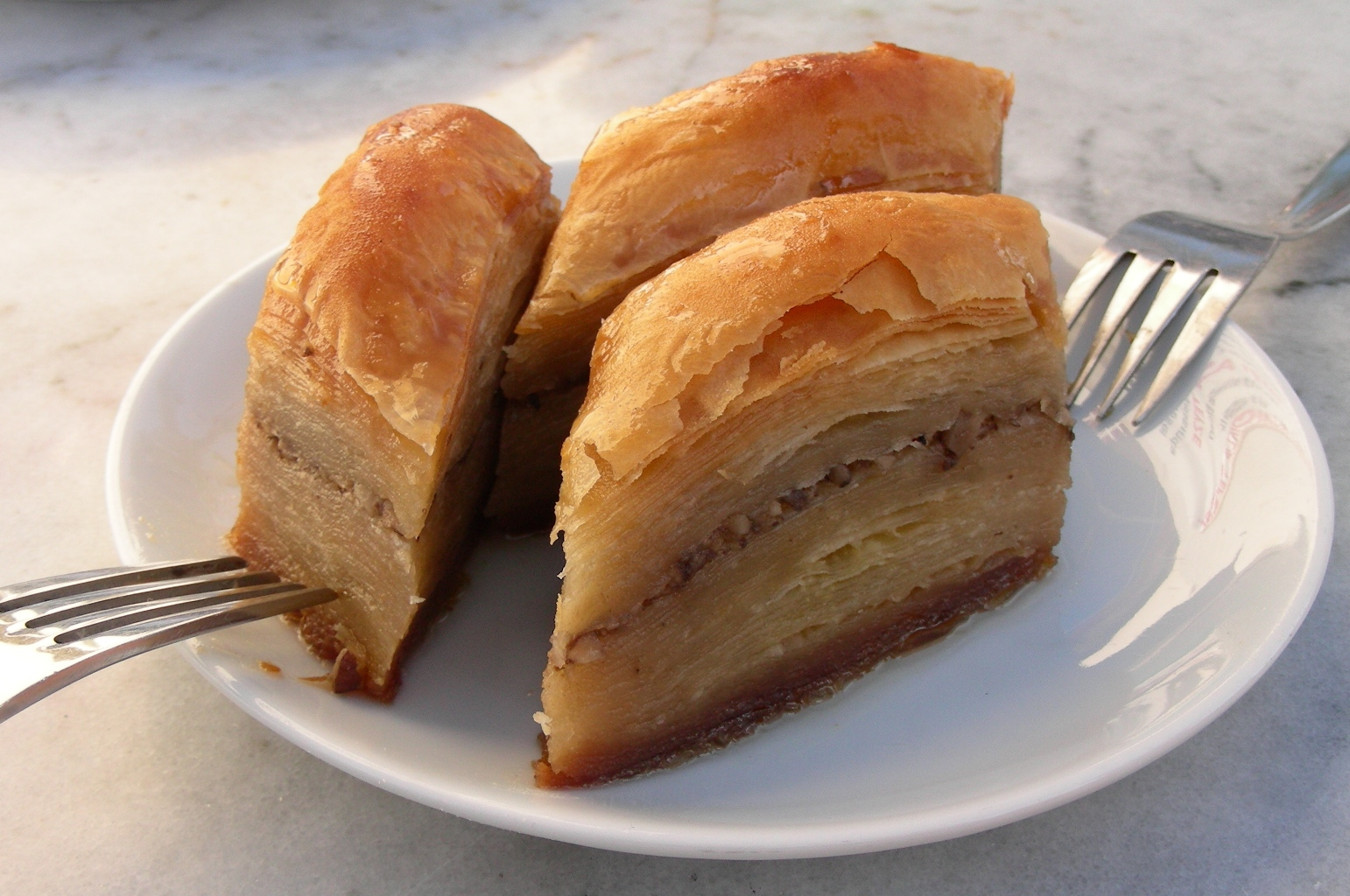
Пахлава

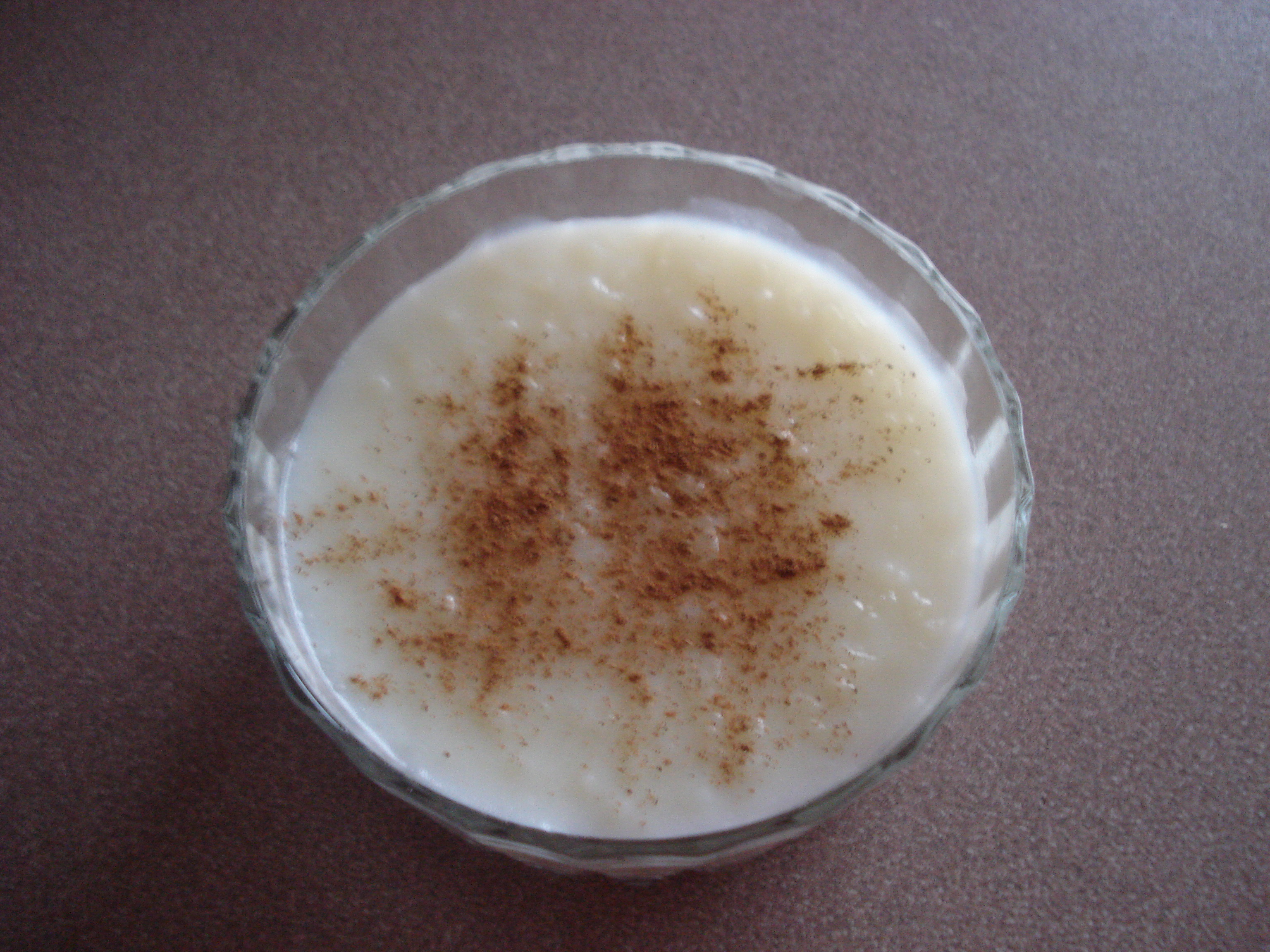
Сютлач

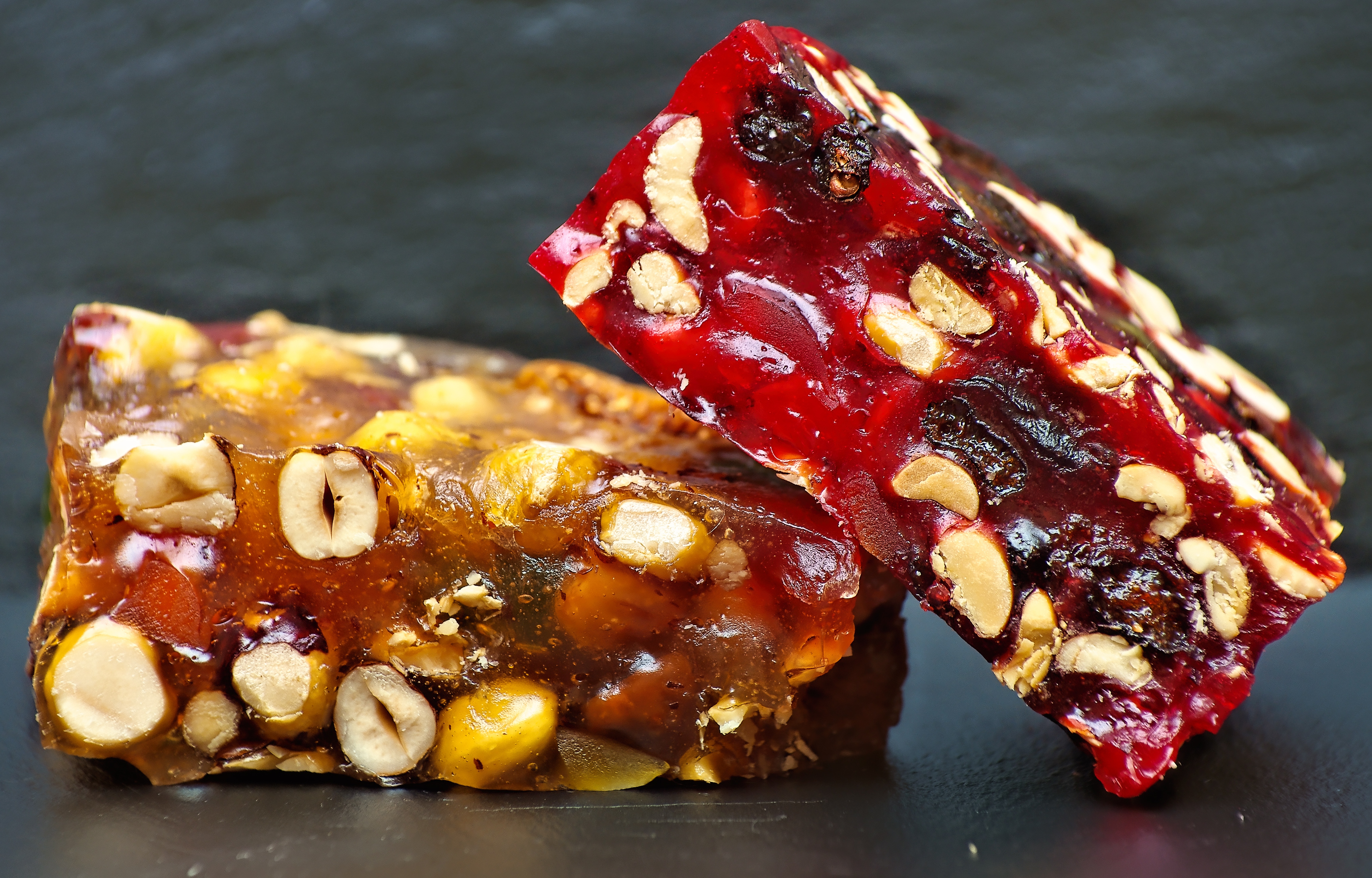
Джезерье

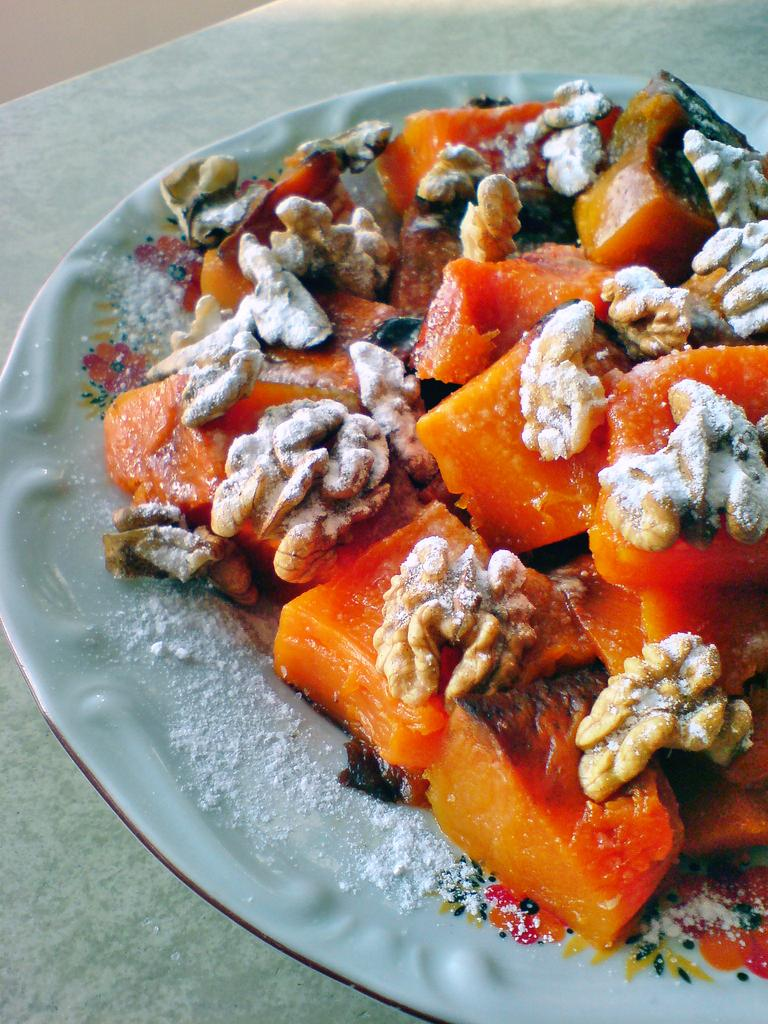
Кабак татлысы — сладость из тыквы

В Турции традиционно огромный выбор сладких и кондитерских блюд и угощений, например:
- Пахлава — вымоченные в сиропе сладости, приготовленные из теста с фисташками или орехами
- Тулумба — сладость из теста цилиндрической формы с ажурными рёбрами, пропитанная сахарным сиропом
- Пишмание — клубки из тонких нитей, состоящих из обжаренных в масле муки и сахара, иногда с добавлением фисташковых орехов, кунжута, ванили или других вкусовых добавок.
- Ревани — пирог из манной крупы в сахарном сиропе
- Локум — кубики из сахара или мёда с добавлением крахмала, сушёными фруктами, орехами, фисташками, кокосами, со вкусом розы или фруктов.
- Сютлач — молочная рисовая каша с добавлением ванилина.
- Пекмез — сироп из загустевшего виноградного сока (традиционен для Каппадокии)
- Гюлляч — десертное блюдо из рисового теста фило, пропитанного молоком и сдобренного между слоями перемолотыми грецкими орехами, сверху украшается семенами граната (из-за хорошей усваиваемости организмом особенно часто готовится в месяц поста Рамадан).
- Локма — шарики из теста, поджаренные во фритюре и затем политые сиропом.
- Джезерье — десертное кушанье на основе уваренного и желированного морковного сиропа, гранатового сока или иного фруктового желе с включением фисташек.
- Джевизли суджук — фруктовая колбаса с орехами, похожа на джезерье, турецкий аналог чурчхеллы.
- Пестил — турецкая пастила из фруктового пюре, виноградного сусла и крахмала или муки.
- Десерт Ноя (ашуре) — десертная каша из зёрен, бобов, фруктов, сухофруктов и орехов; национальное блюдо всего народа, без него не обходится ни один праздник.
- Турецкая халва («хельва») — изготовляется из кунжутной пасты и сахара, иногда с добавлением какао.
- Маджун — мягкая конфетная паста.
- Зерде — рисовый пудинг на розовой воде с шафраном, изюмом и фисташками.
- Бадем эзмеси — турецкий марципан, часто употребляется как самостоятельная сладость.
- Биджи Биджи — лёгкий холодный десерт из молотого льда, кубиков из кукурузного крахмала, розовой воды, сиропа, с добавлением фруктов.
- Дондурма — турецкое мороженое из молока, сахара, салепа и мастики

Некоторые традиционные турецкие десерты основаны на фруктах: айва татлысы, инжир татлысы, кабак татлысы (из тыквы), эльма татлысы (из яблока) и армут татлысы (из груши). Фрукты готовят в кастрюле или в духовке с сахаром, гвоздикой и корицей (без добавления воды). После охлаждения их подают с грецкими орехами или фисташками, каймаком или тахини.
Также в качестве десерта едят сухофрукты вместе с миндалем или грецкими орехами. Инжир, изюм, курага — самые распространенные сухофрукты.
Каймак часто подаётся с десертами, чтобы оттенить их сладость.

## Напитки

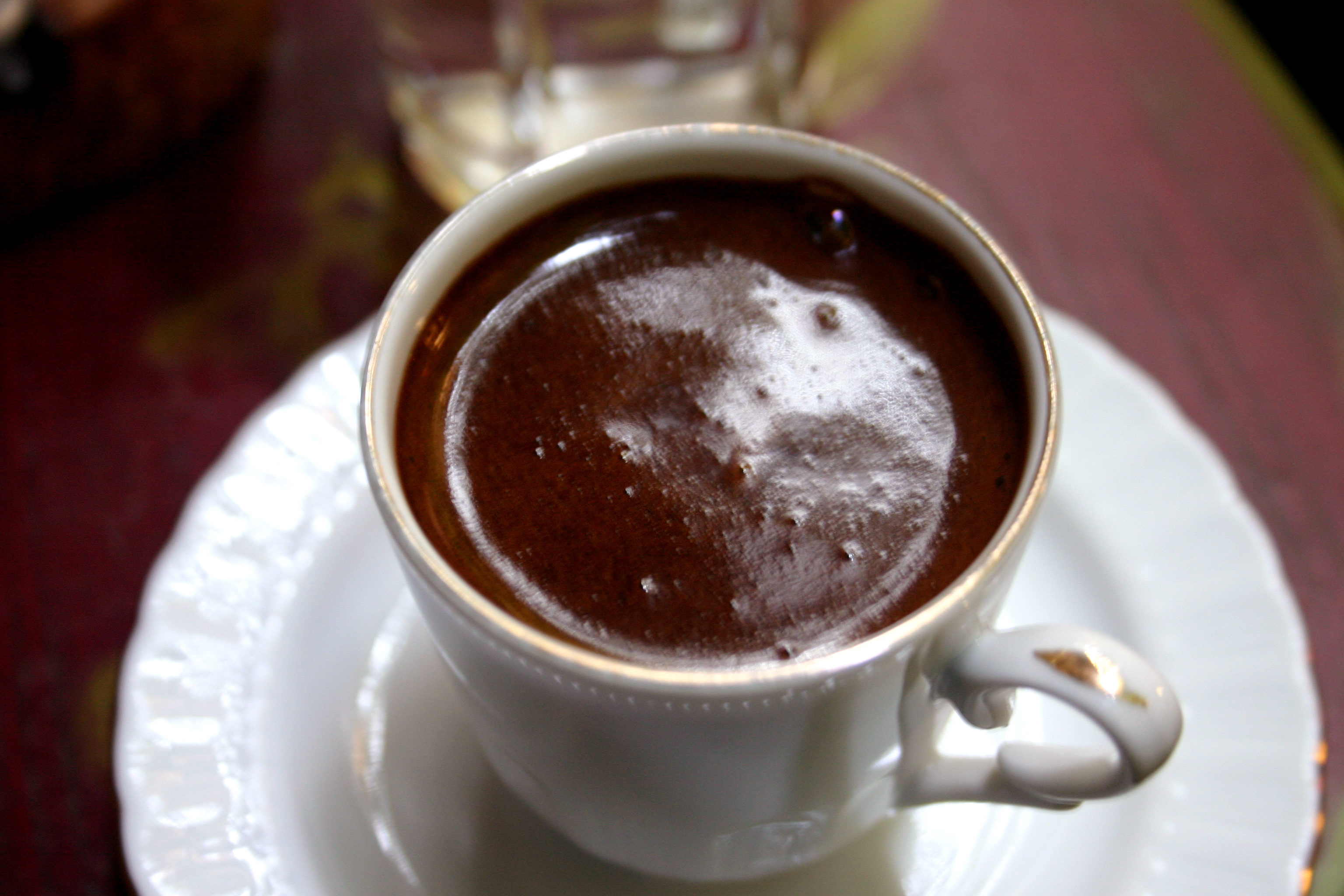
Кофе по-турецки

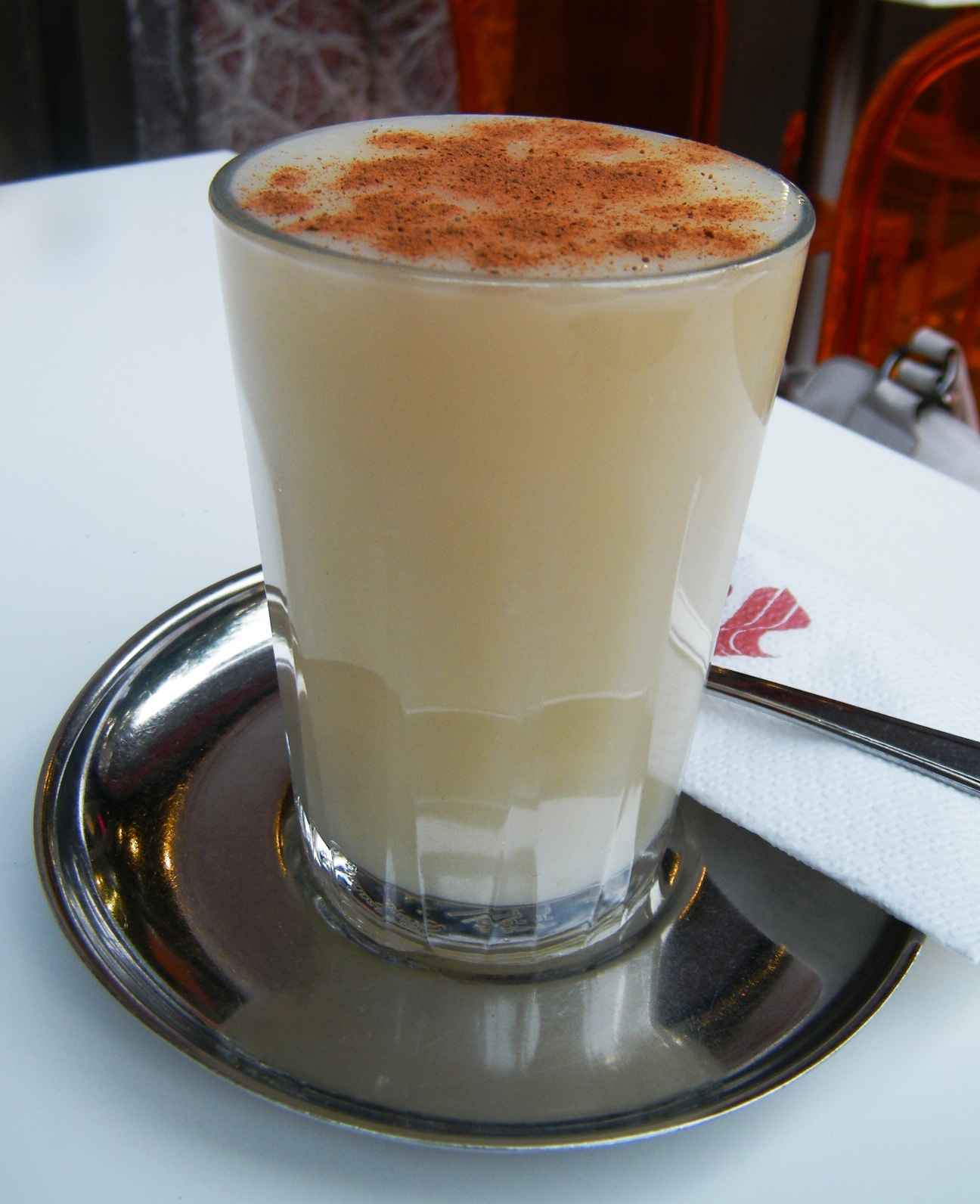
Боза

Ракы различных марок

В Турции традиционно популярны напитки:
- Айран — освежающий напиток, приготовленный на основе йогурта
- Чай — турецкий чёрный чай, который начиная с 30-х годов XX столетия в большом количестве выращивается на черноморском побережье Турции (культура, ввезённая в Турцию из Грузии)
- Салеп — горячий молочный напиток; употребляется преимущественно в холодное время года
- Шалгам (Салгам) — кисловатый и острый напиток из турнепса цвета вишнёвого сока из региона Аданы. Подаётся преимущественно в южной Турции к ракии и острым блюдам
- Газоз — обозначение для сладких газированных напитков
- Сода — минеральная вода. Лучшая минеральная вода привозится из региона Бурса. Обычно турки пьют минеральную воду негазированной.
- Боза (буза) — сладкий напиток, получаемый как продукт брожения из проса крупы, дрожжей и сахара.
- Шира — виноградный сок
- Кофе — для приготовления кофе по-турецки берётся тонко молотый кофе, сахар (по вкусу) и вода в специально слегка конической формы кофеварке («турка», тур. ибрик или джезве). Сахар добавляется при варке, к готовому кофе уже ничего не добавляется и его не размешивают, чтобы не повредить пенку. Поэтому при заказе указывают — сколько сахара класть, и класть ли его вообще.
- Ракы́ — национальный турецкий напиток. Эта анисовая алкогольная «водка» при употреблении разводится водой. В результате анис выделяется и образуется молочно-белого цвета жидкость. Ракы употребляется в современной Турции повсеместно. Крепость неразбавленного напитка от 40° и до 70°.
- Бира (пиво) — турецкие марки пива: Efes, Marmara, Pera, Tekel, Tokat и др.
- Шарап (вино) — вино в Турции производится в нескольких регионах страны. Наивысшего качества вина из региона Измир (виноградники, принадлежавшие до 20-х годов XX века малоазийским грекам), Каппадокии, Восточной Фракии и региона Диярбакыр. Несмотря на ограничения, налагаемые исламом, употребление сухих вин среди турецкого населения в последние годы постоянно возрастает, особенно в городах.

## Галерея

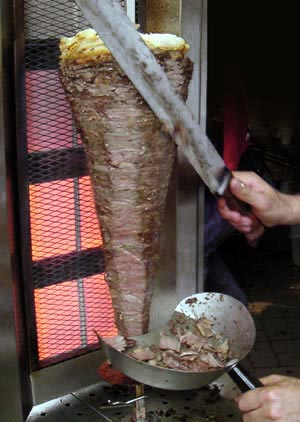
Дёнер-кебаб
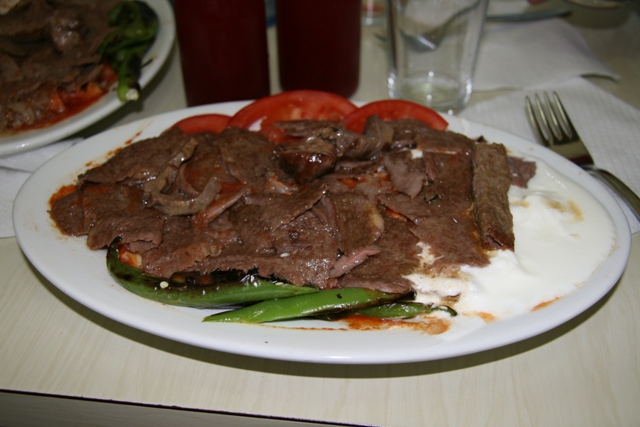
Искендер кебаб
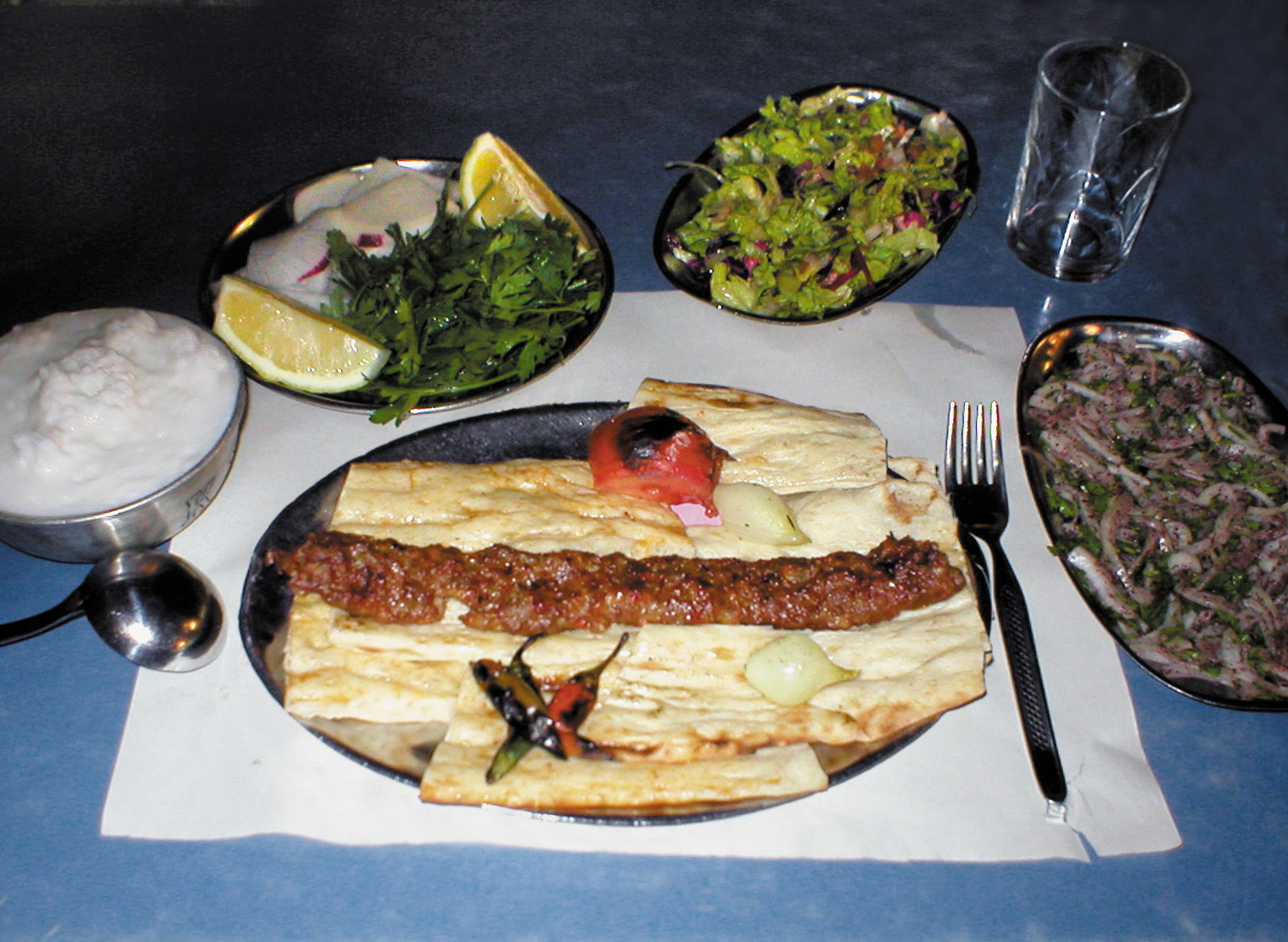
Адана-кебаб
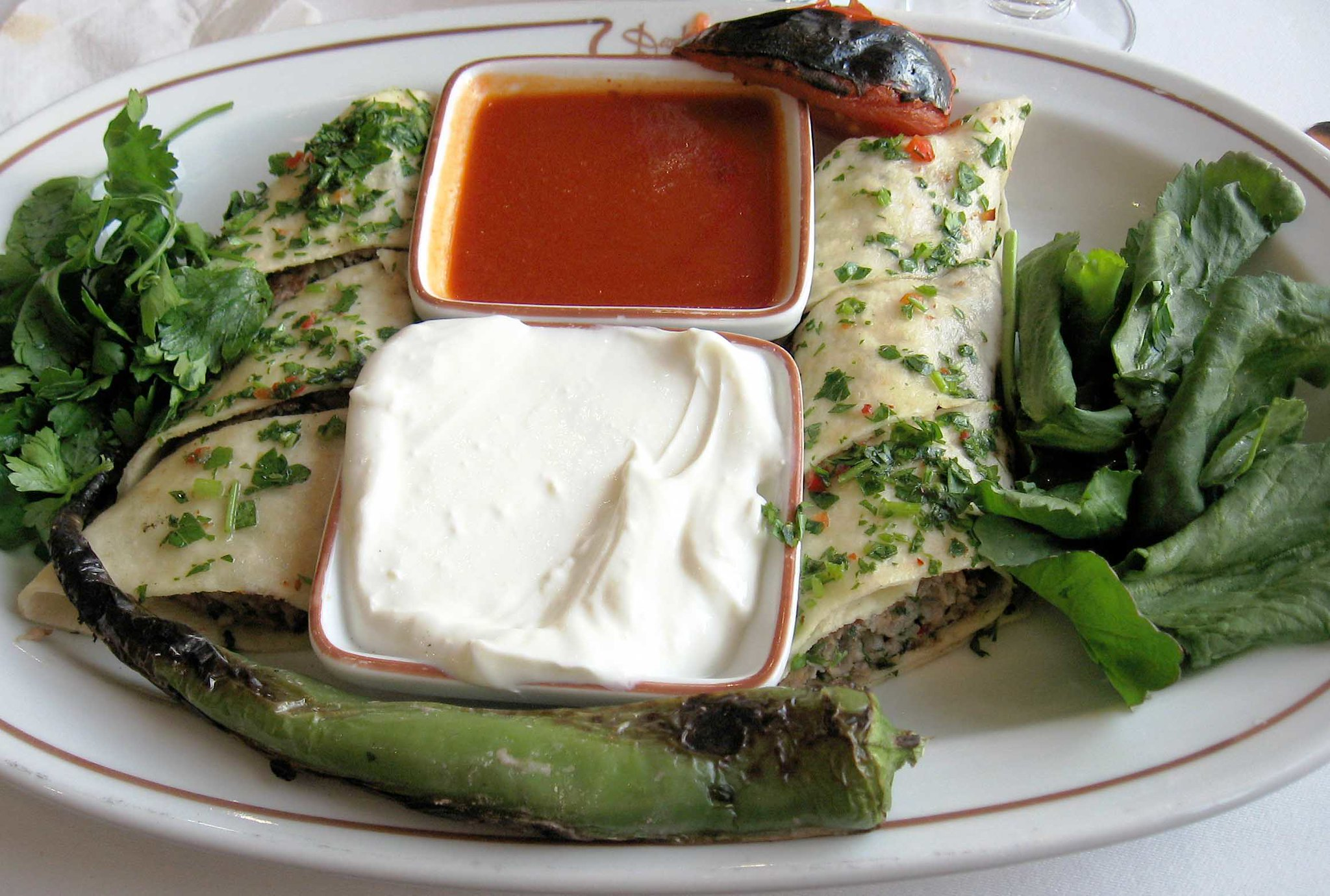
Бейти-кебаб
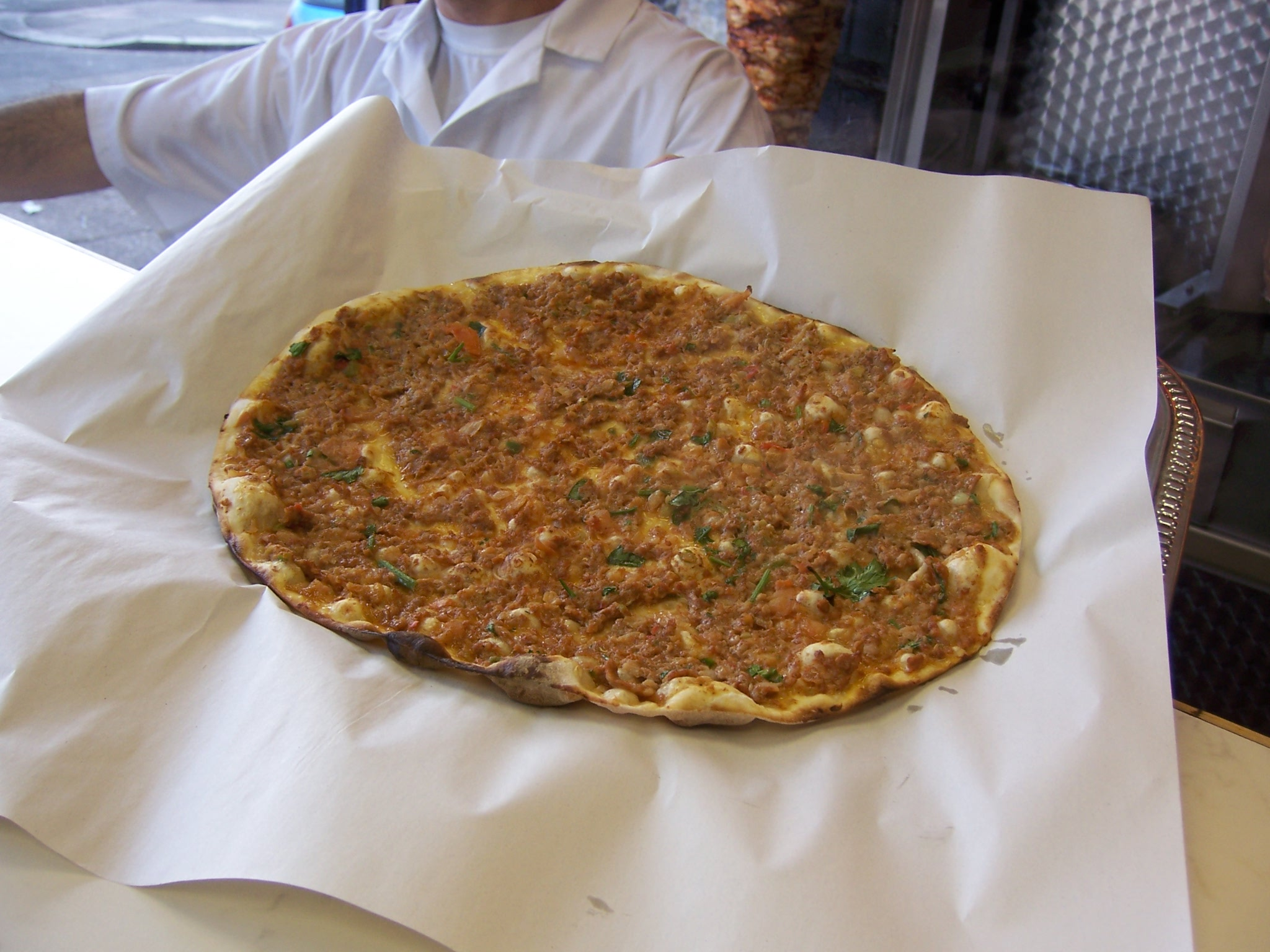
Лахмаджун
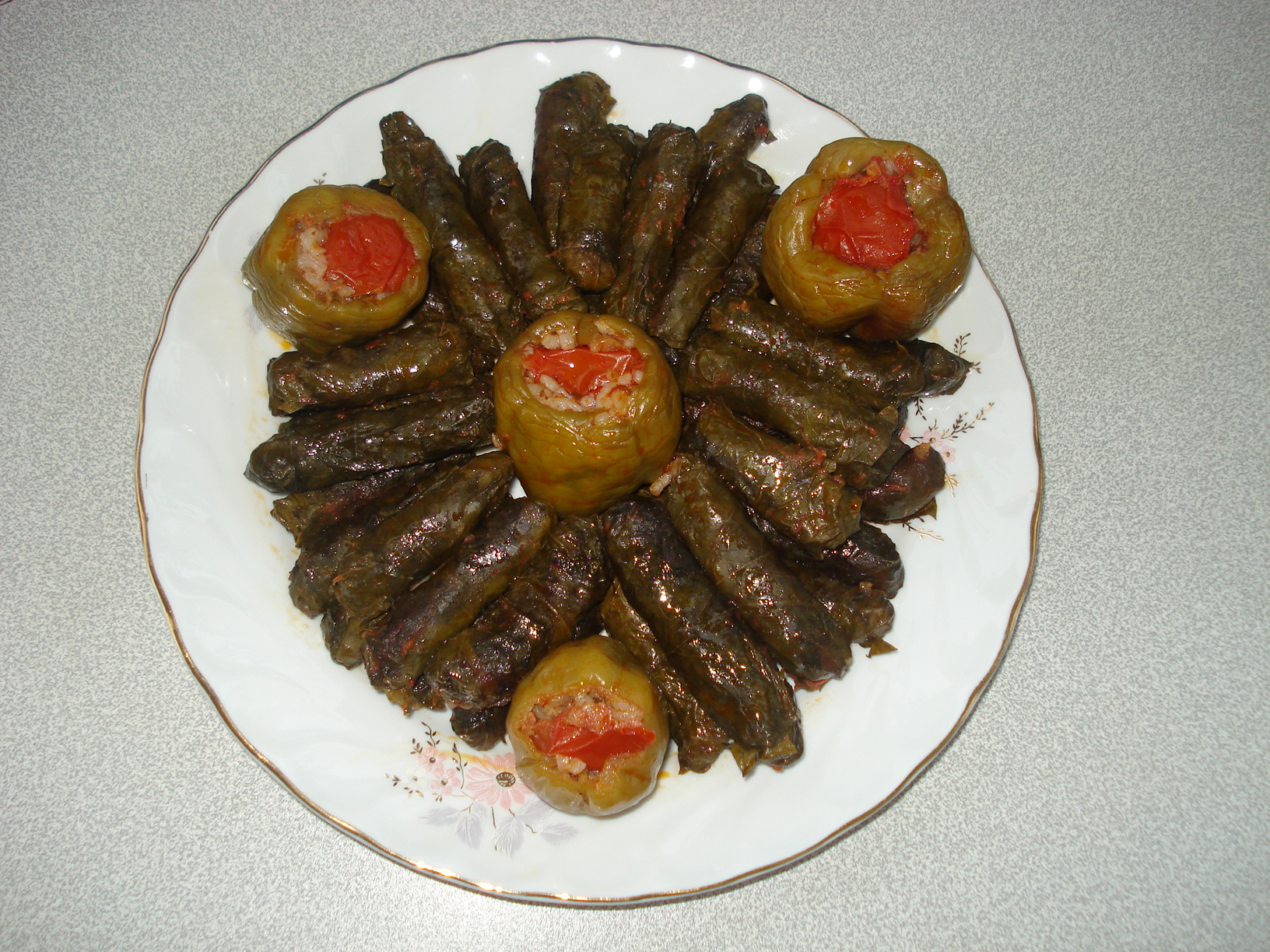
Сарма
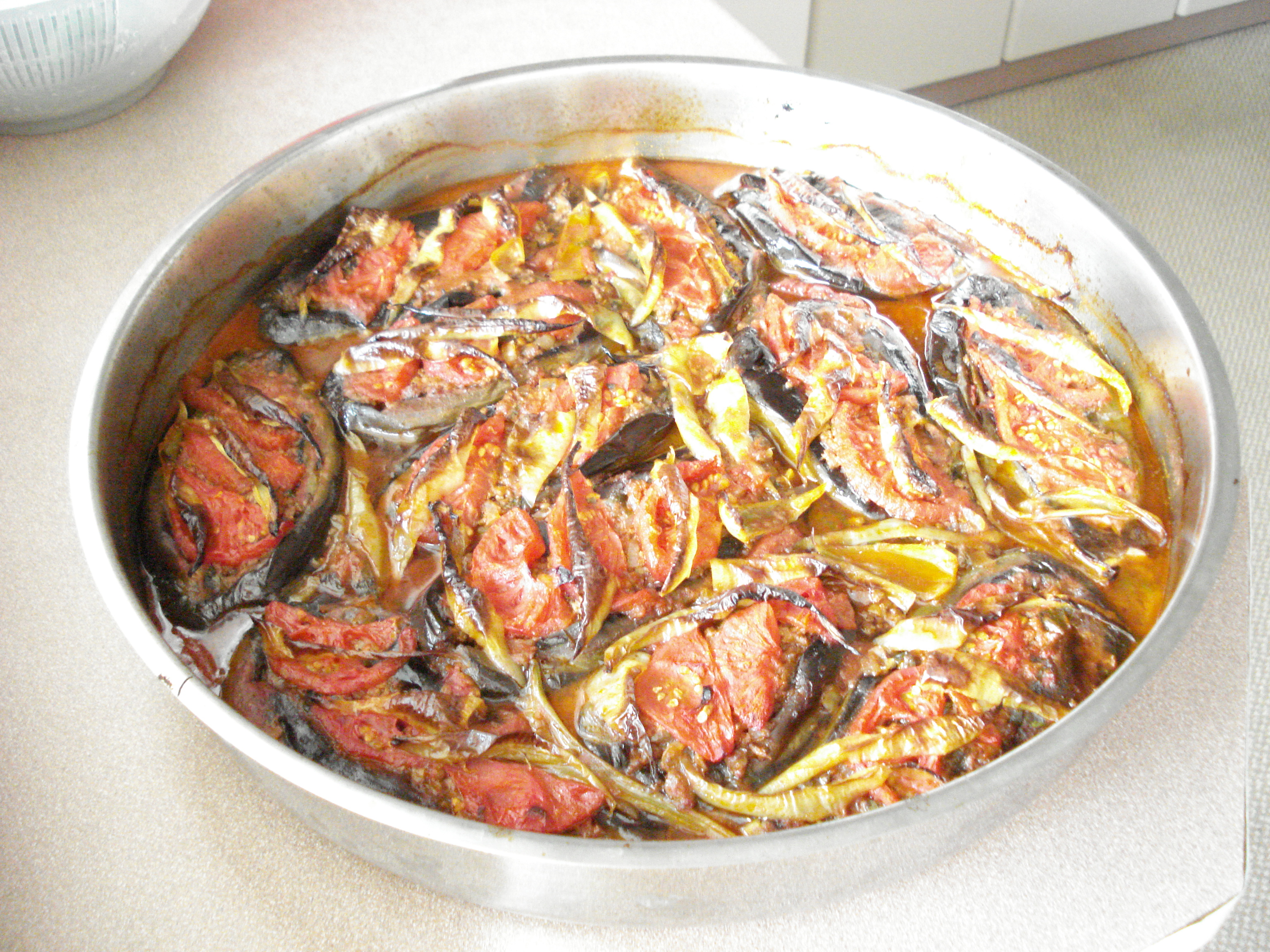
Карныярык
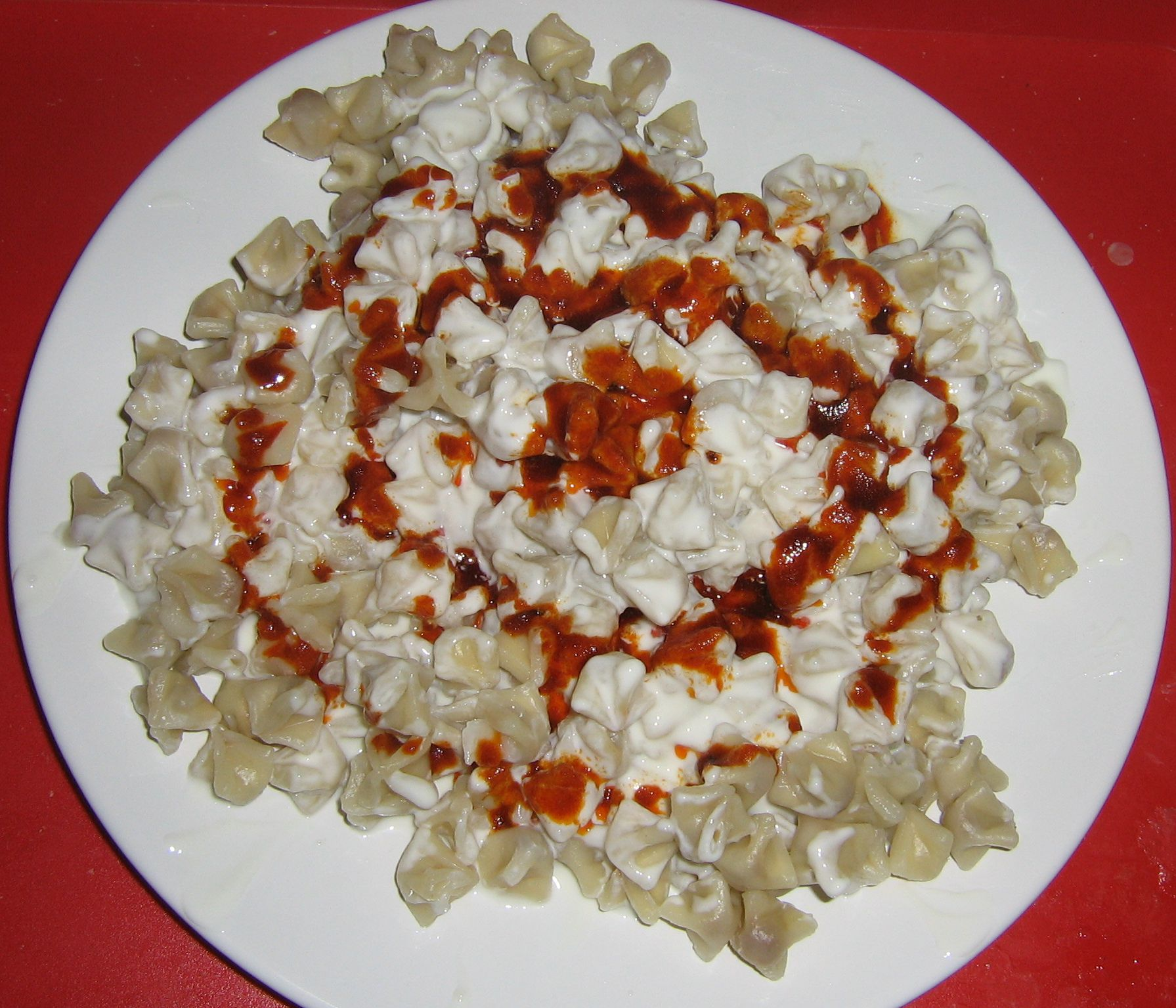
Манты
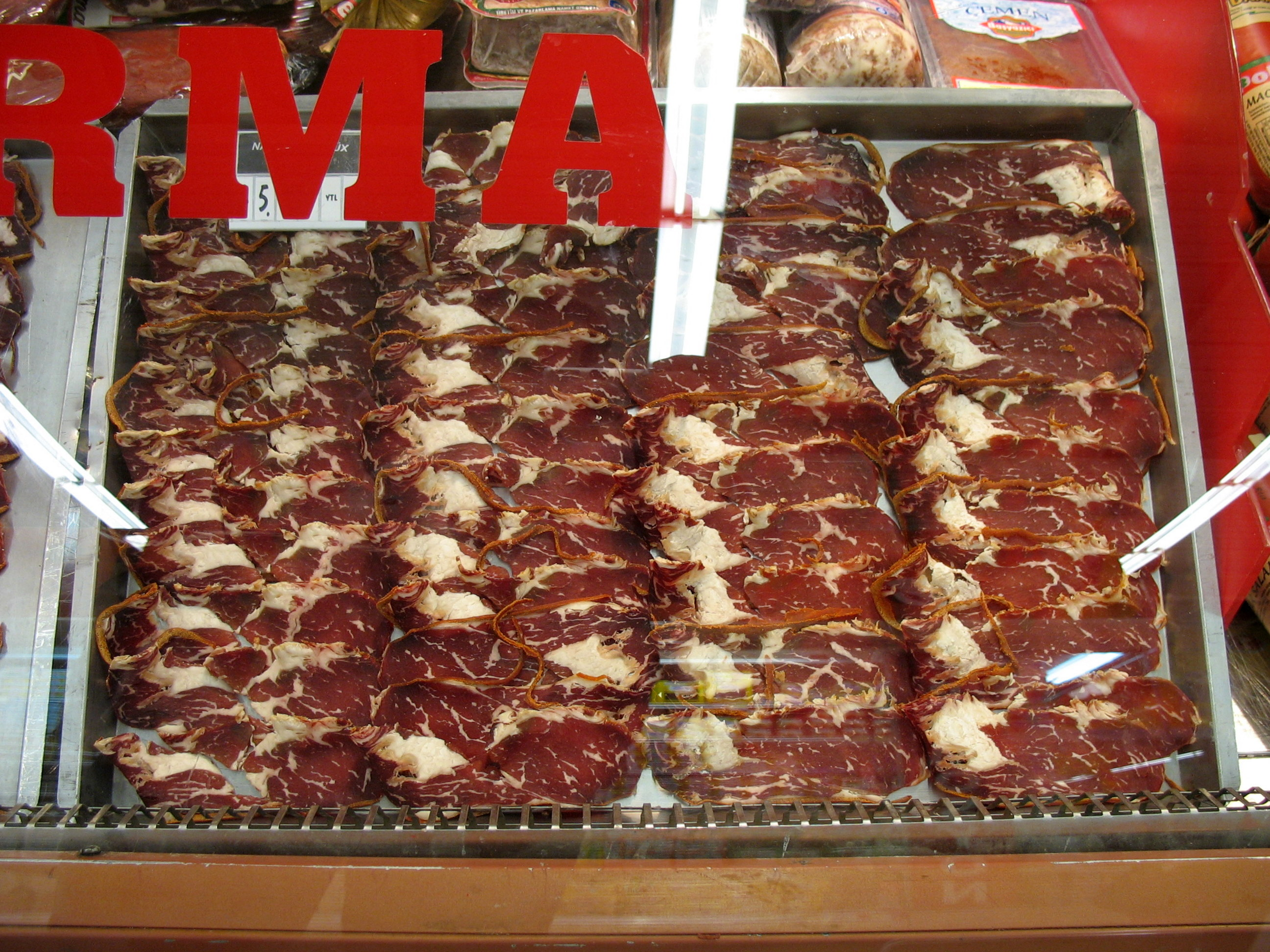
Пастырма
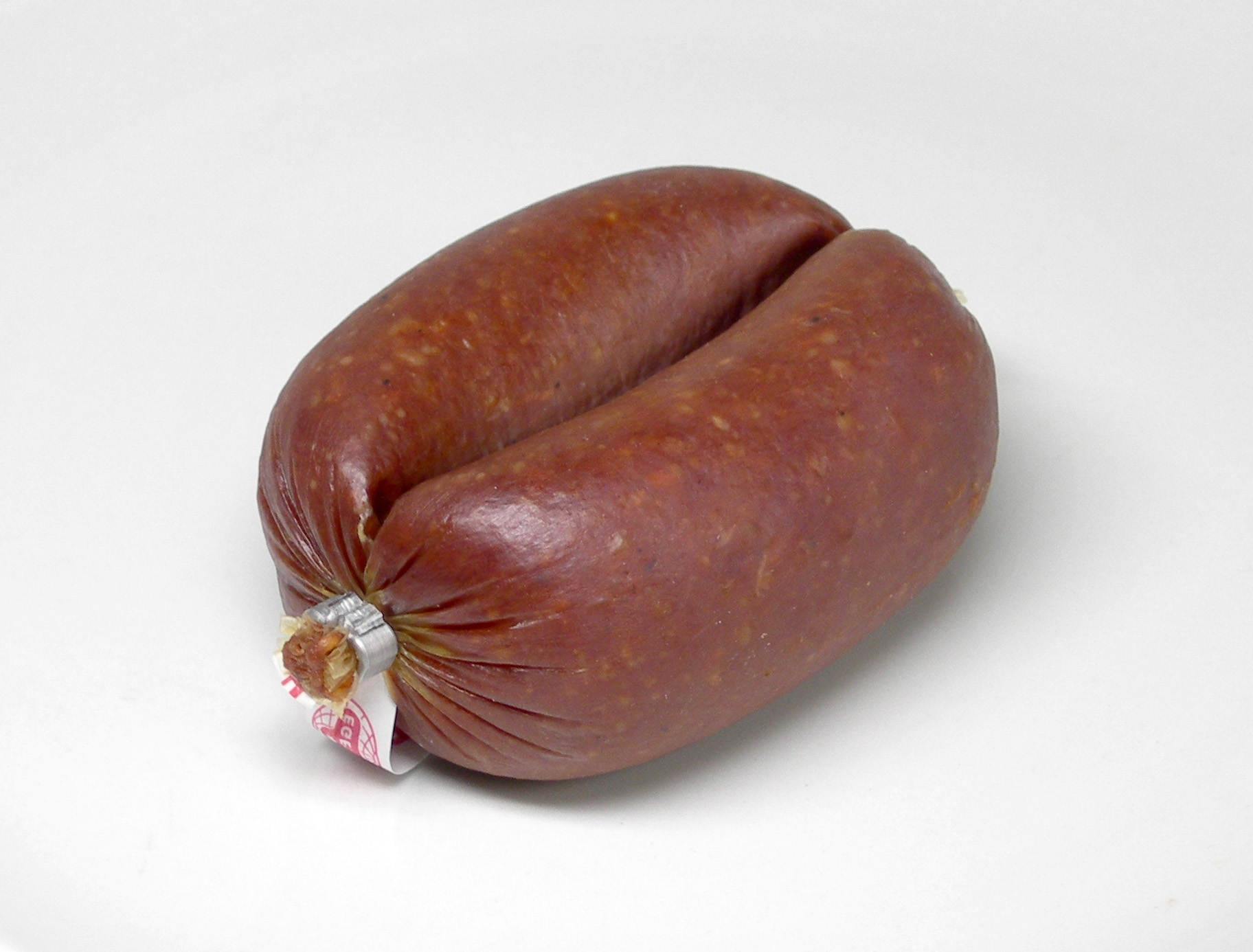
Суджук
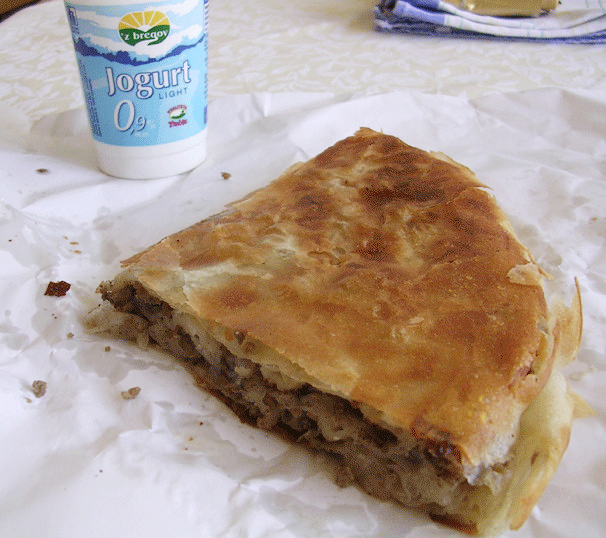
Бурек
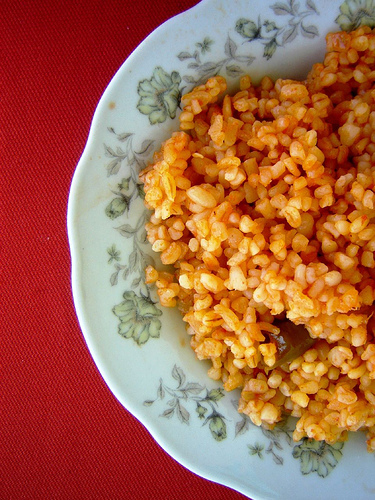
Булгур
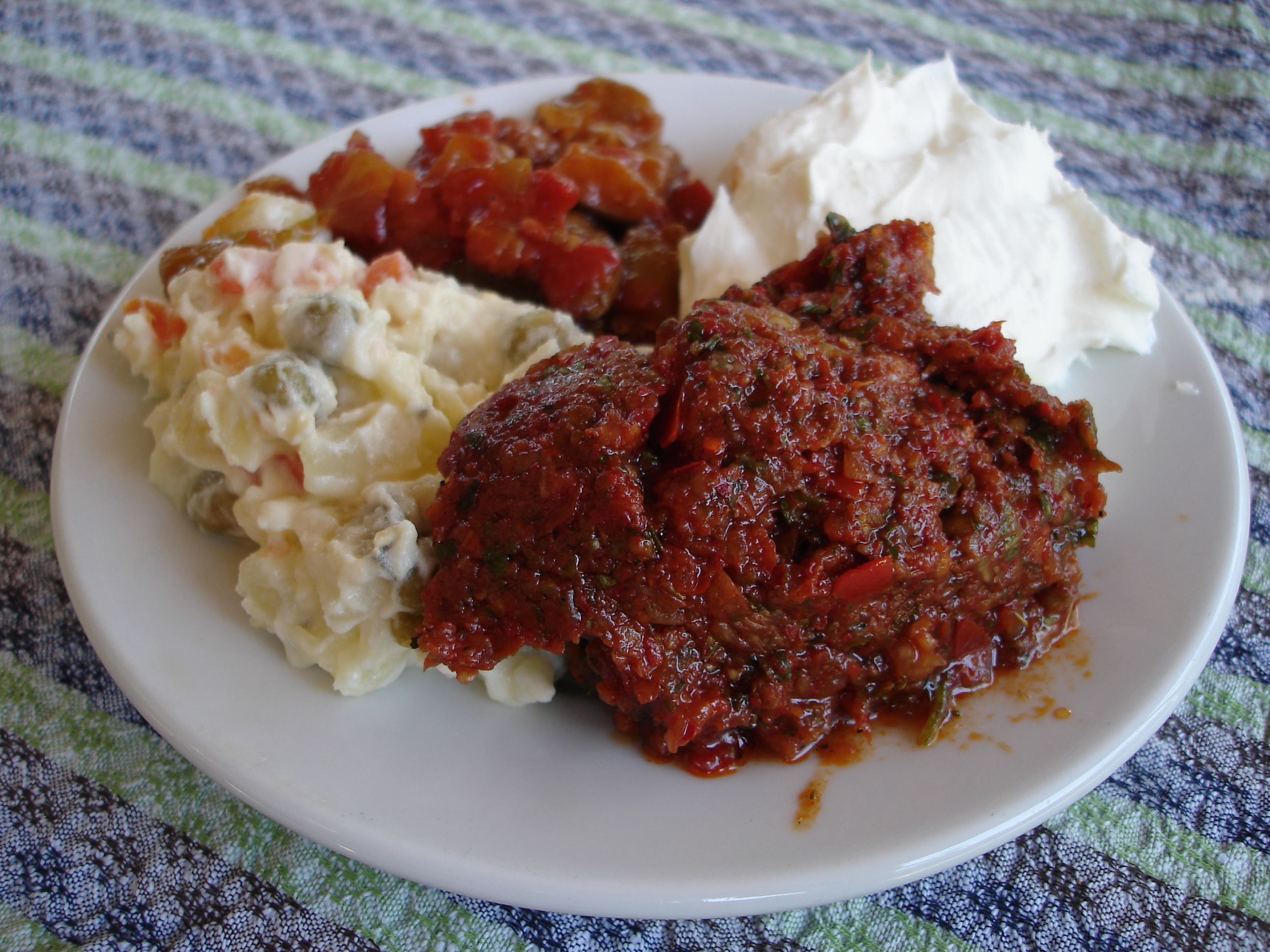
Мезе
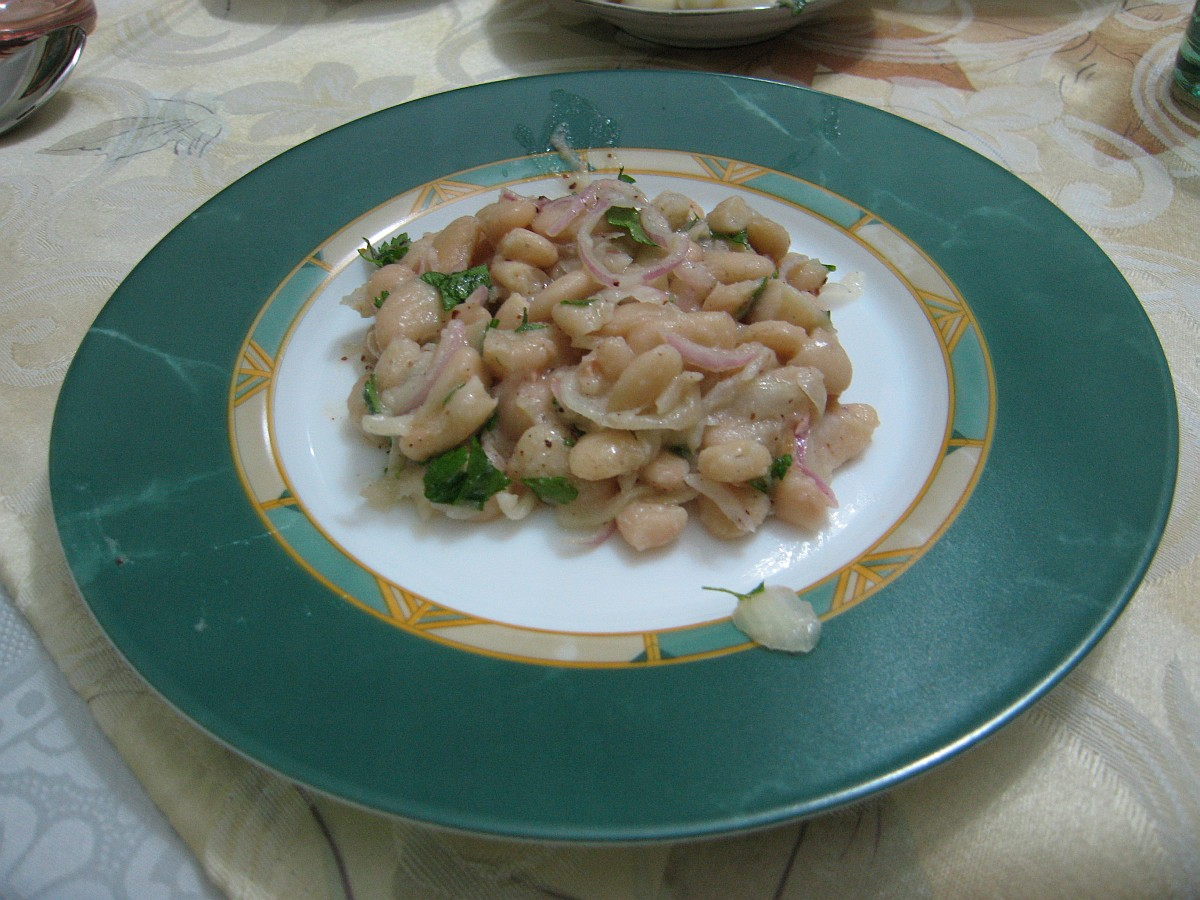
Пияз
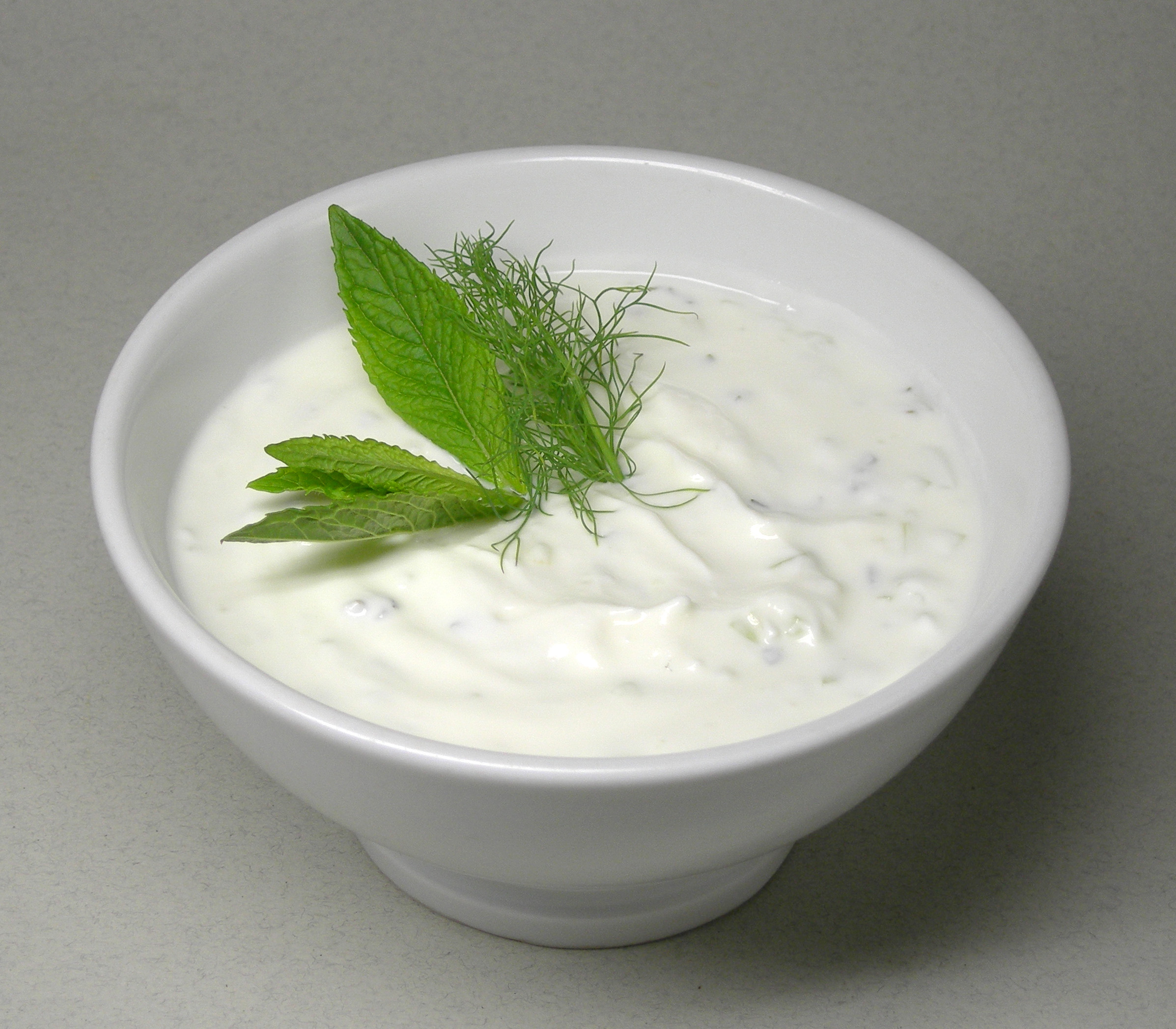
Джаджик
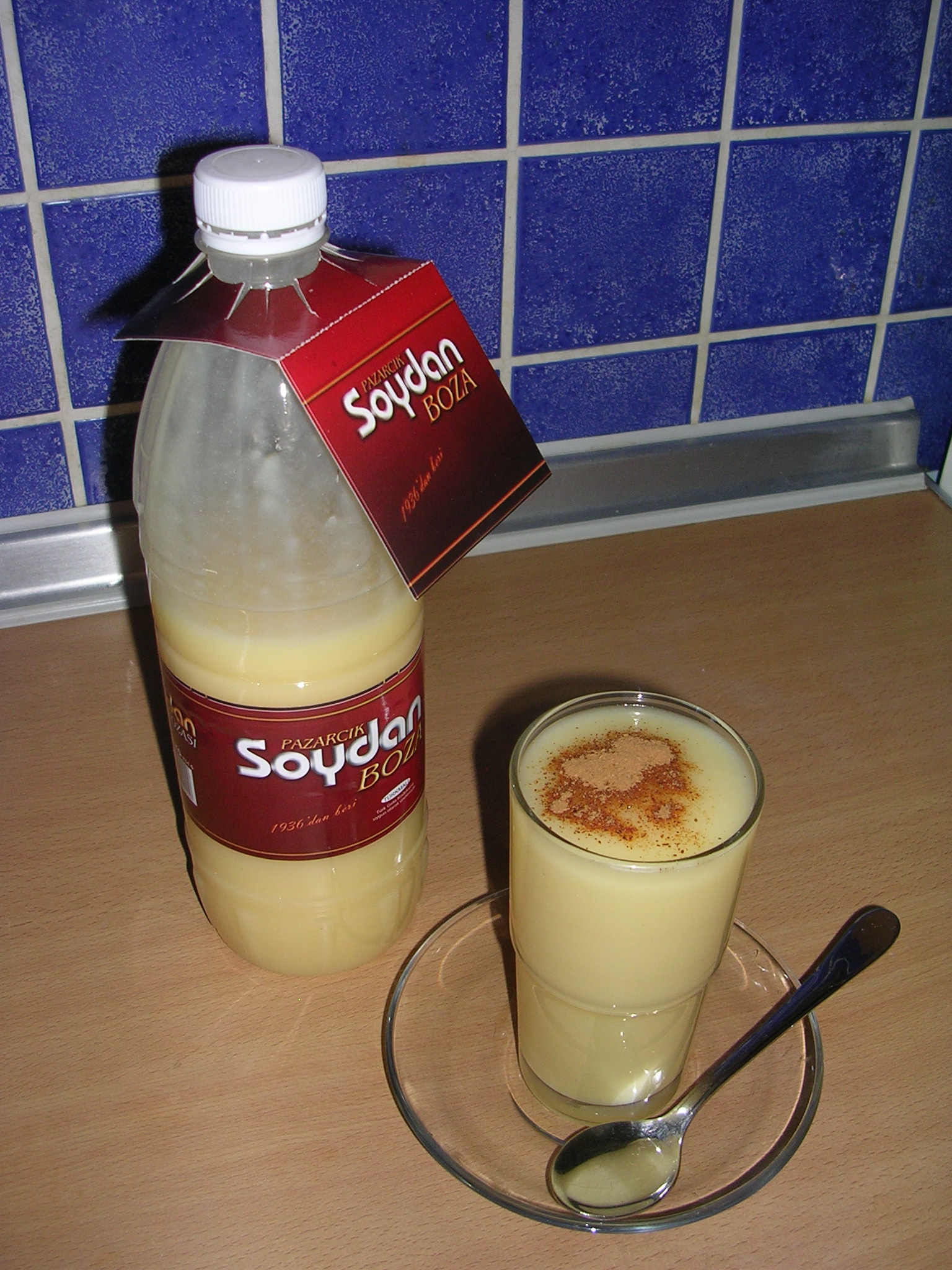
Боза
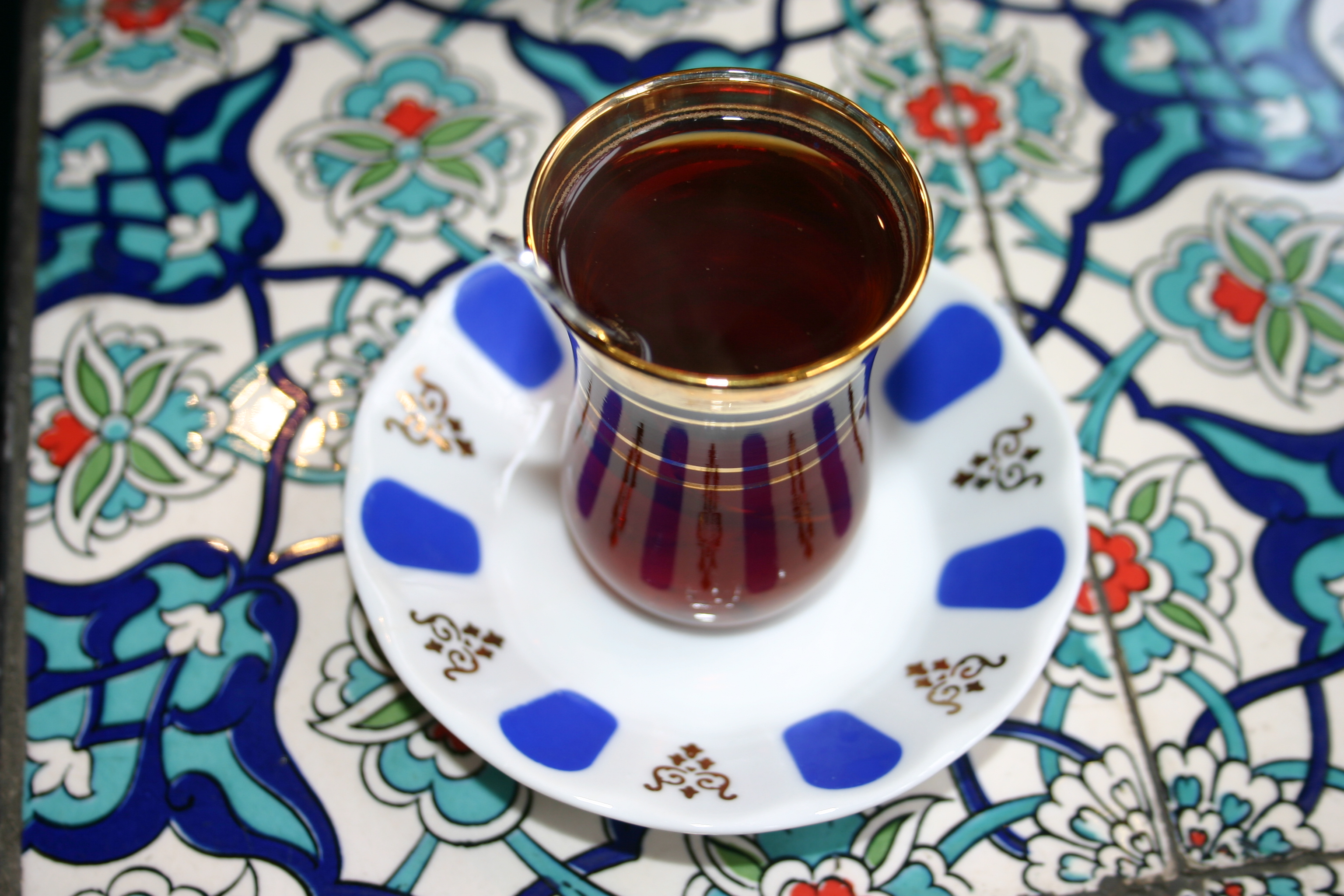
Турецкий чай
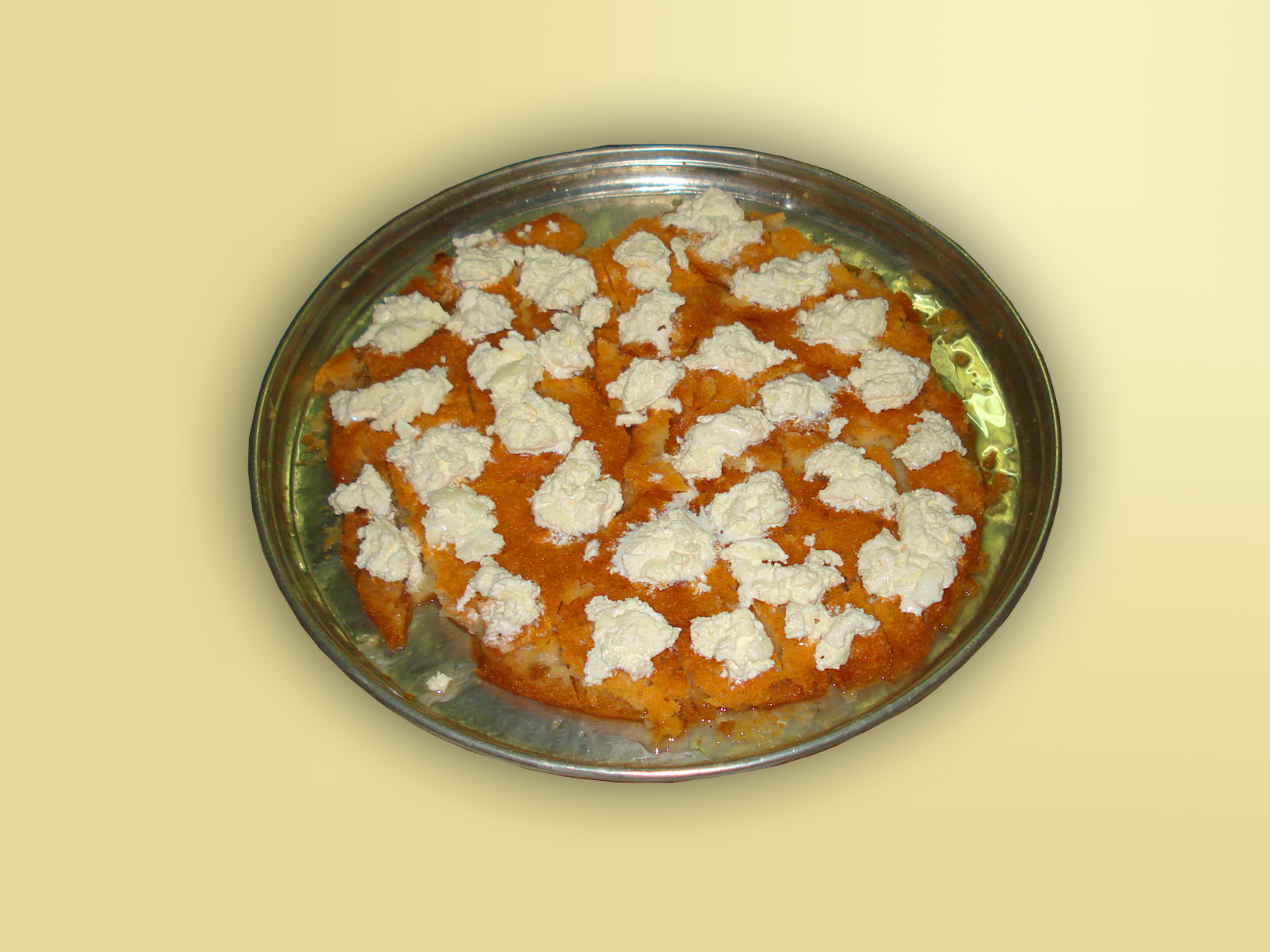
Экмек кадаифи
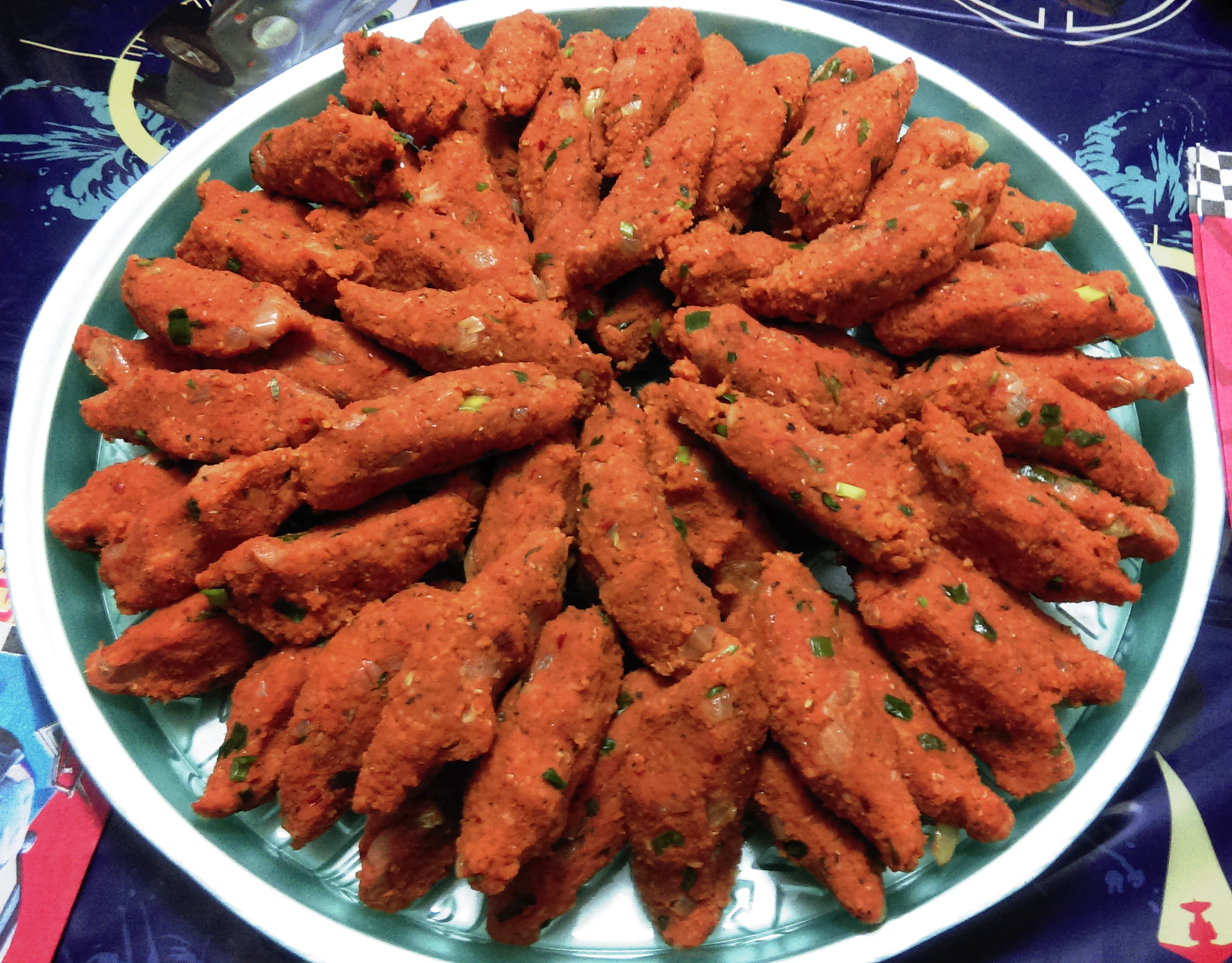
Мерджимек кёфтеси
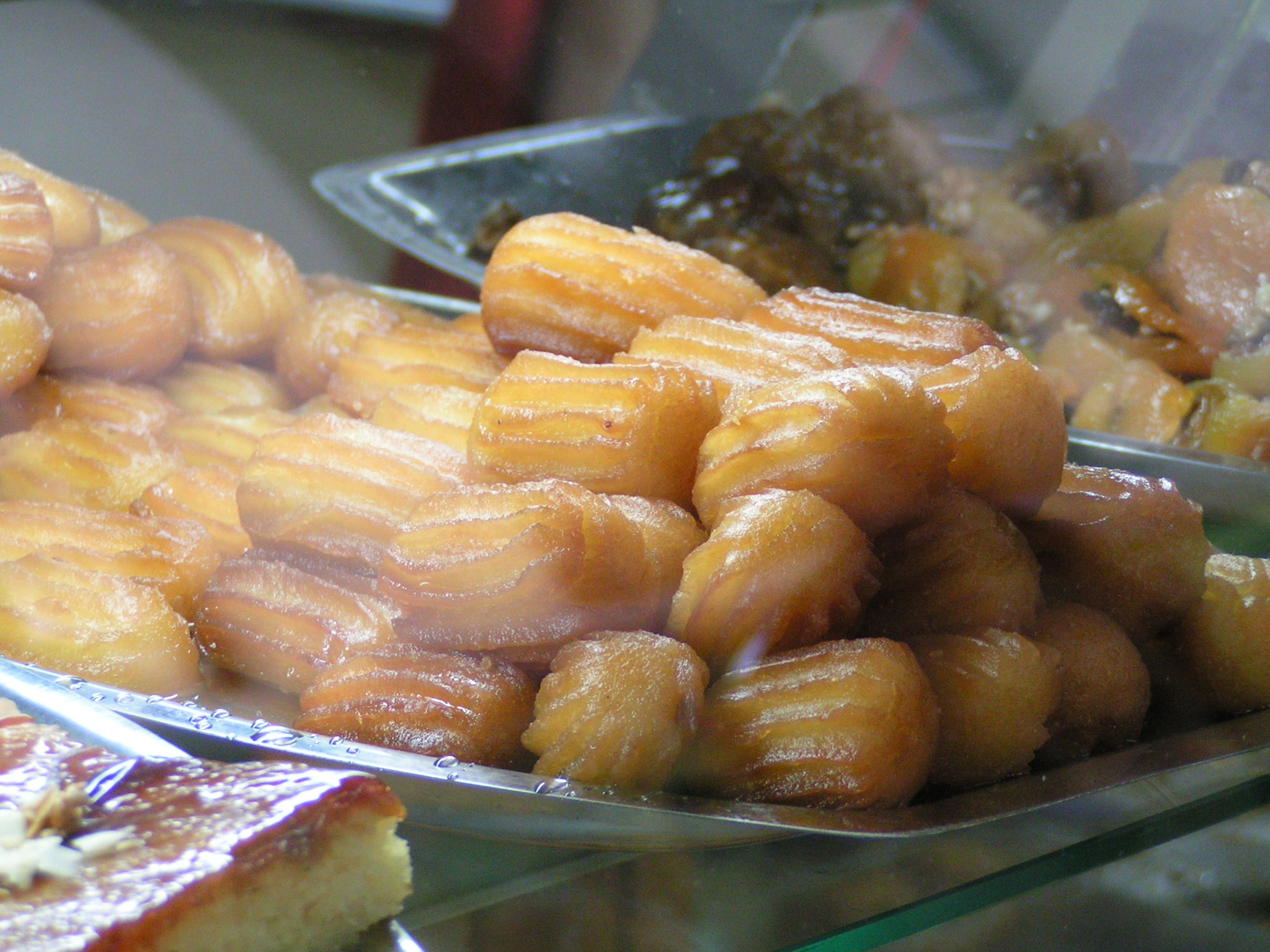
Тулумба
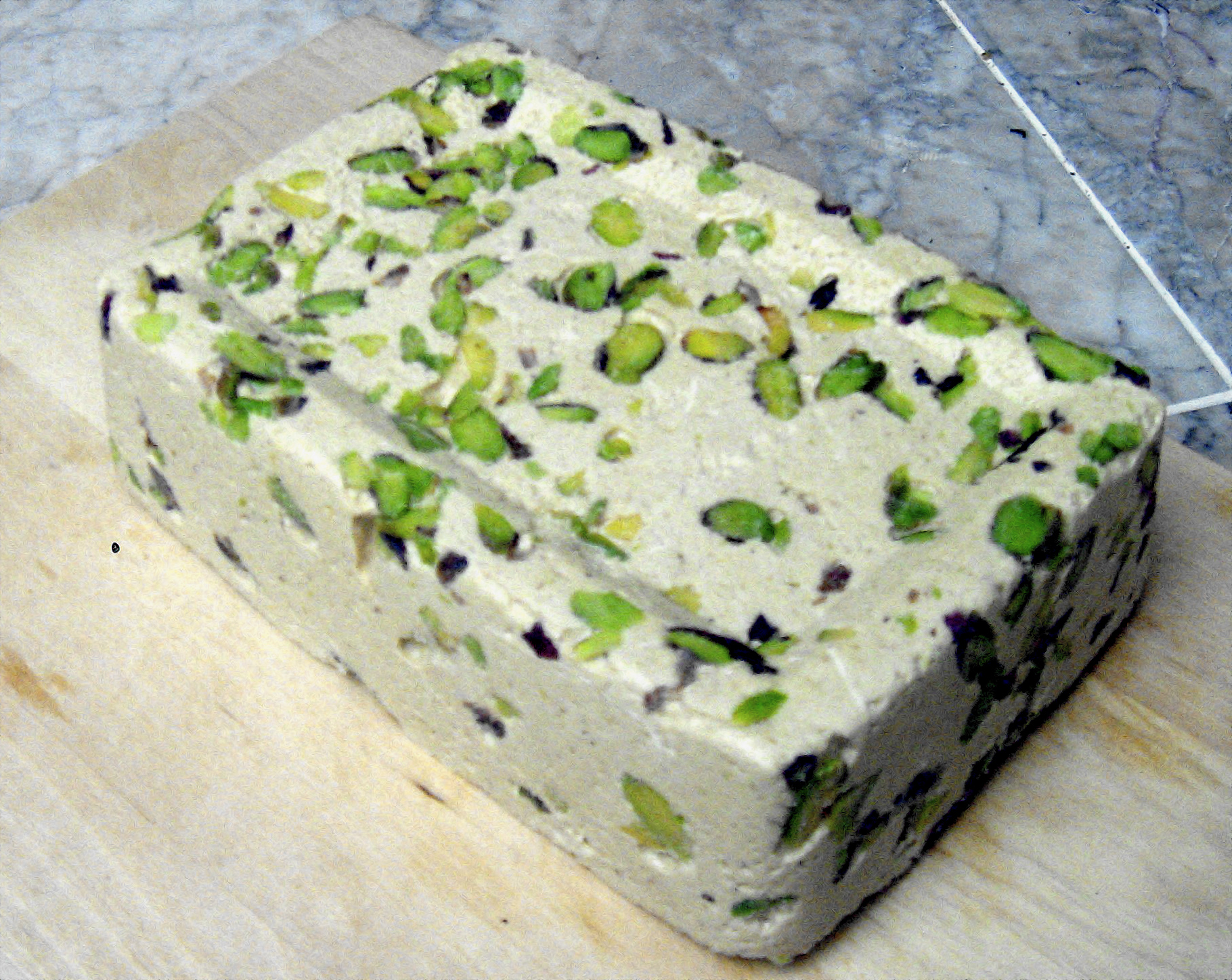
Халва
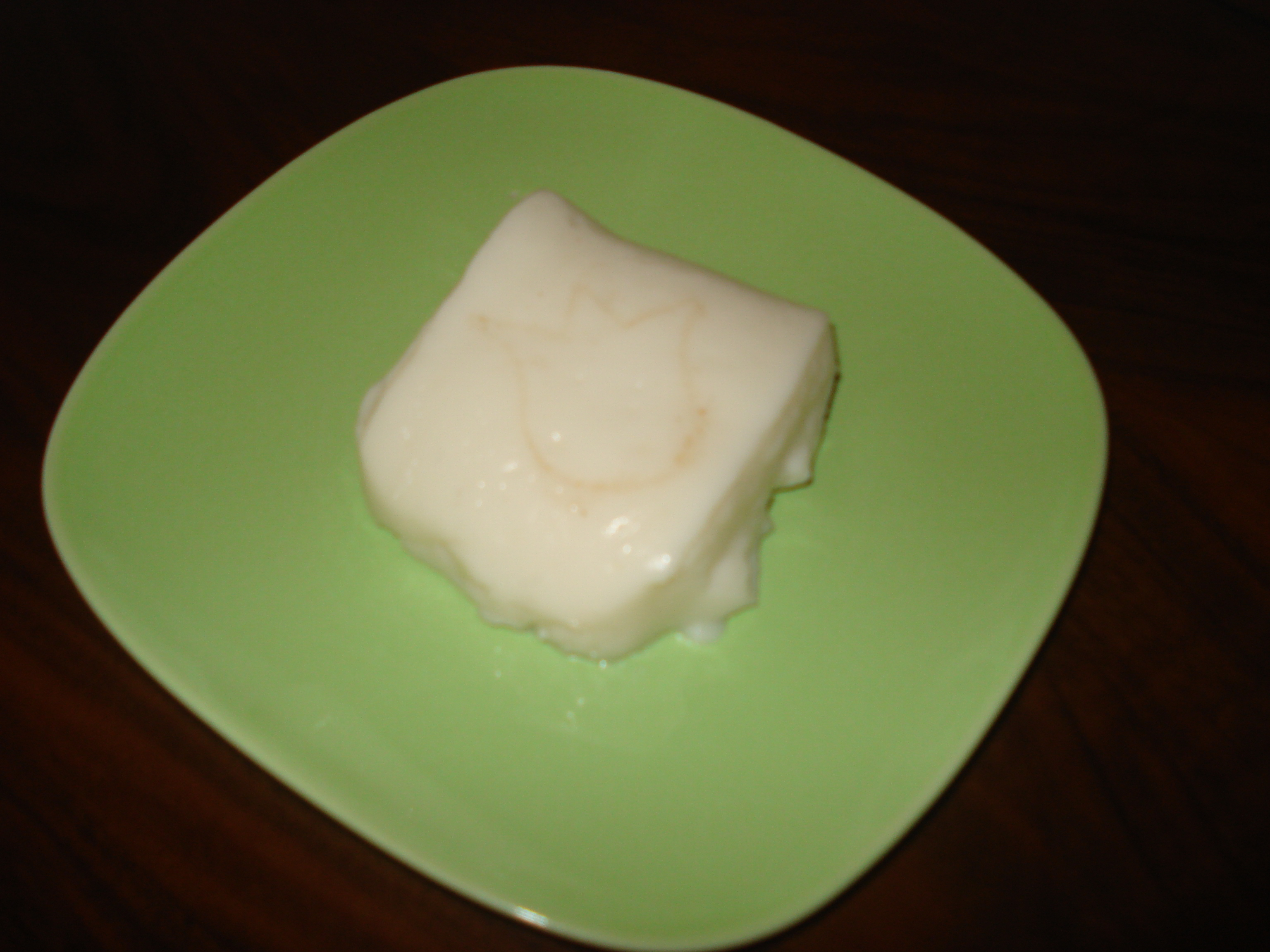
Тавук-гёксу
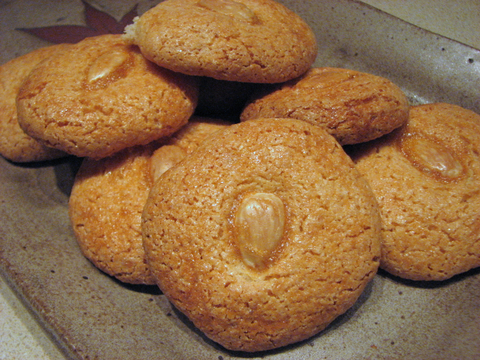
Курабье
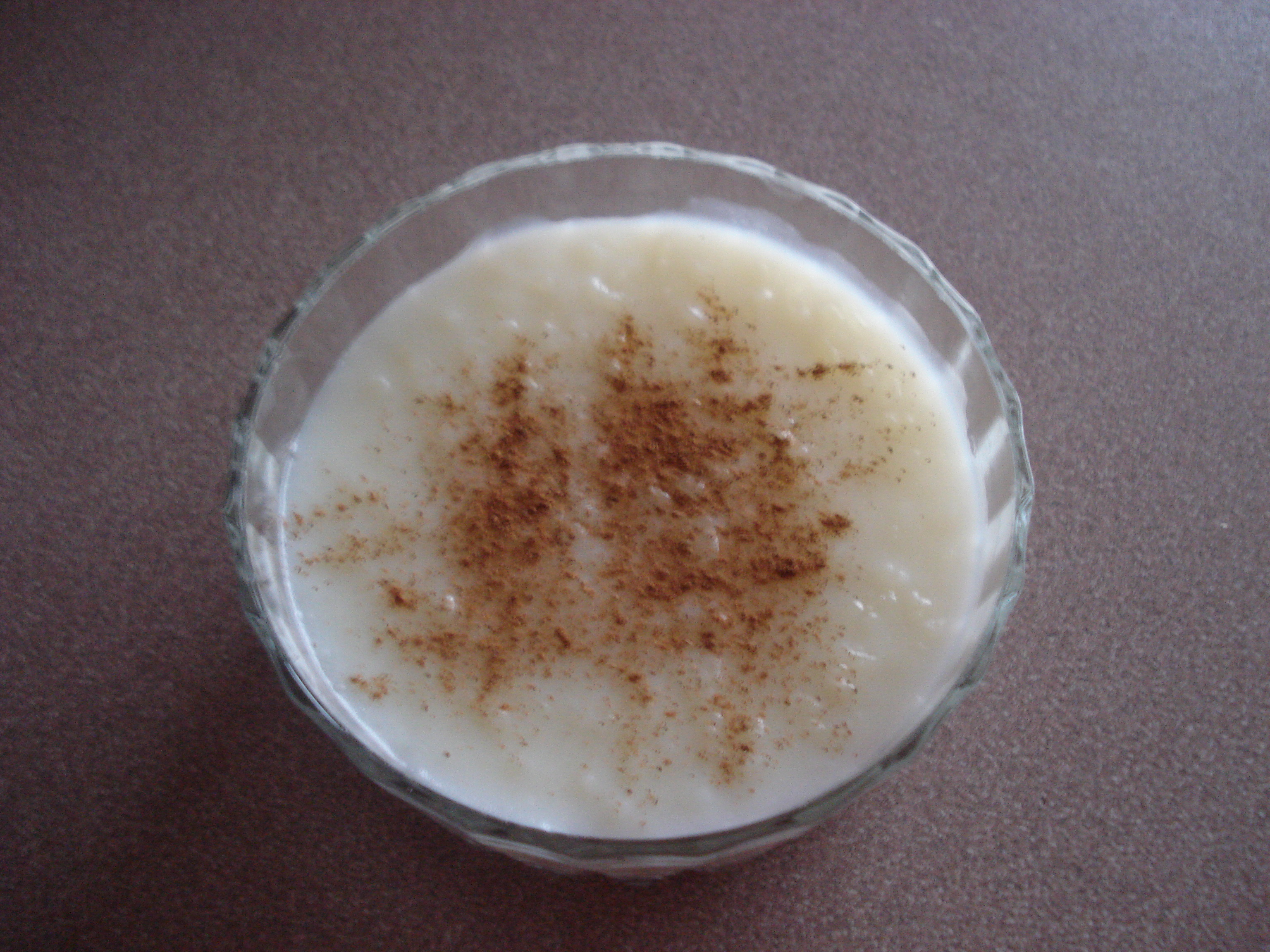
Сютлач
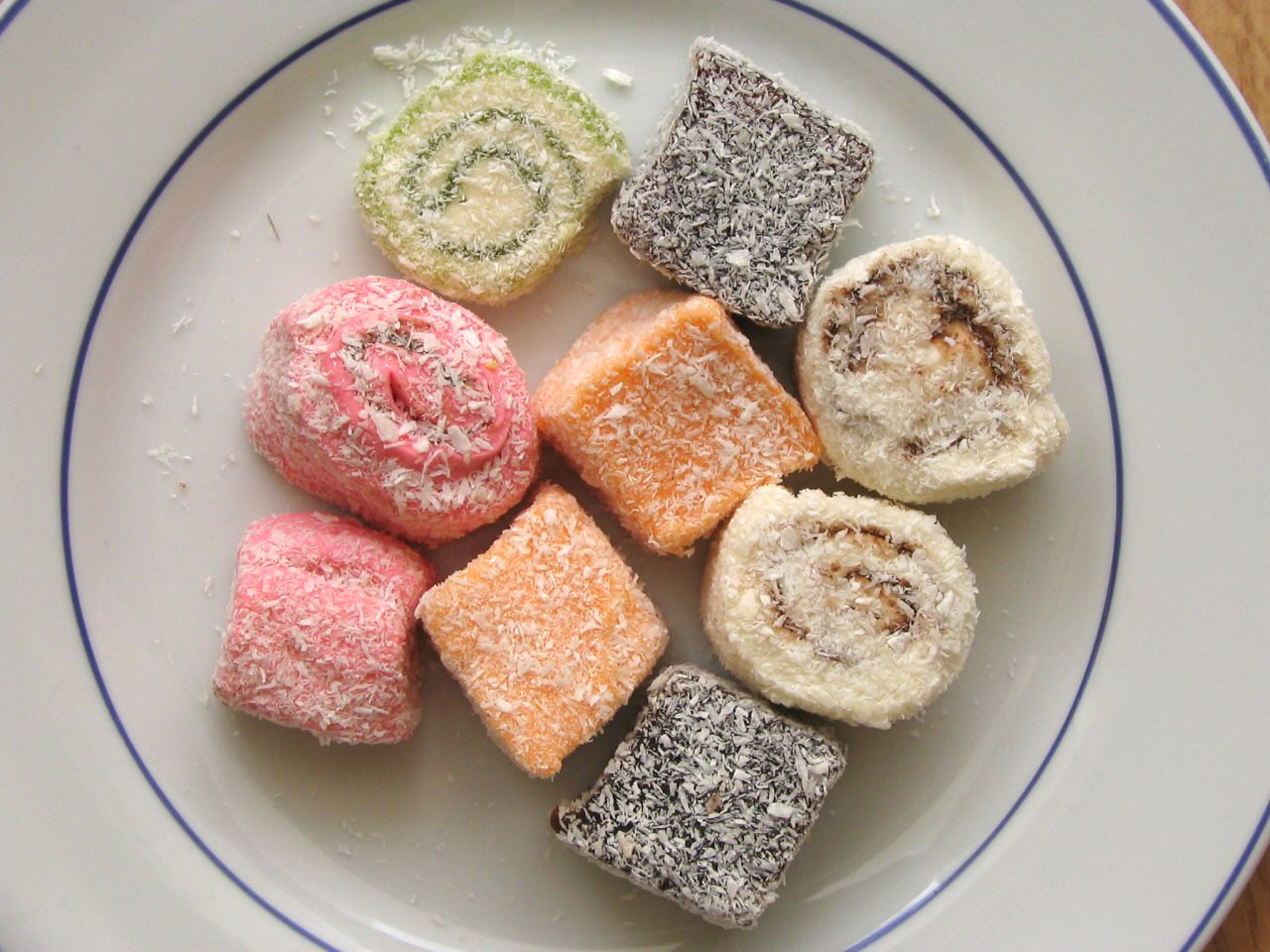
Рахат-лукум